# Cangrande I della Scala
Can Francesco della Scala detto Cangrande I (Verona, 9 marzo 1291 – Treviso, 22 luglio 1329) è stato un condottiero italiano, signore di Verona e vicario imperiale.
Il soprannome è anche scritto Can Grande.
Figlio di Alberto I della Scala e di Verde di Salizzole, è l'esponente più conosciuto, amato e celebrato della dinastia scaligera. Signore di Verona dal 1308 al 1311 insieme al fratello Alboino e da solo dallo stesso anno (1311)  fino alla sua morte (1329), consolidò il potere della sua famiglia ed espanse quello della sua città fino a divenire, grazie ai suoi successi, guida della fazione ghibellina.
Cangrande non fu solo un abile conquistatore, ma anche uno scaltro politico, un accorto amministratore e un generoso mecenate, noto infatti anche perché fu amico e protettore di Dante Alighieri (che, in una lettera, gli dedicò l'ultima cantica della Divina Commedia). Tra i suoi amici si annovera anche Spinetta Malaspina il Grande di Fosdinovo.

## Biografia

### Origini familiari e giovinezza

#### Educazione
Nel poema dello storico vicentino Ferreto dei Ferreti si descrive Cangrande come un giovane prodigioso che, non divertendosi a giocare con gli amici, preferiva utilizzare le armi e sognare imprese cavalleresche. Alberto curò personalmente l'educazione militare (e non) del figlio, che infatti provava grande affetto per il padre, da cui ereditò le doti di condottiero e cavaliere: proprio da lui venne insignito del titolo di cavaliere mentre era ancora bambino, insieme al fratello Bartolomeo e ai parenti Nicolò, Federico e Pietro, durante la festa di San Martino nel novembre del 1294, festeggiando in questo modo la vittoria contro Azzo VIII d'Este e Francesco d'Este.
Il padre morì nel 1301, quando Cangrande era poco più che un bambino, per cui venne affidato alla custodia del fratello Bartolomeo, che divenne il nuovo Signore di Verona. Fu sotto il suo principato che per la prima volta Dante Alighieri venne ospitato nella città scaligera, dopo che era stato esiliato da Firenze. Bartolomeo, dopo aver consolidato il potere della famiglia, morì prematuramente il 7 marzo 1304: gli succedette il fratello Alboino, più incline alla mediazione e alla pace che alla guerra.
Cangrande, spesso al suo fianco, mostrava, diversamente dal fratello, un temperamento cavalleresco e ambizioso e proprio per questo motivo ottenne di poter condividere il peso del potere, anche se in rapporto di subordinazione rispetto al fratello, vista la sua giovane età (era appena quattordicenne). L'effettiva co-reggenza sarebbe iniziata solo nel 1308, quando a Cangrande venne affidato il comando supremo delle forze armate.

#### Guerra contro Ferrara

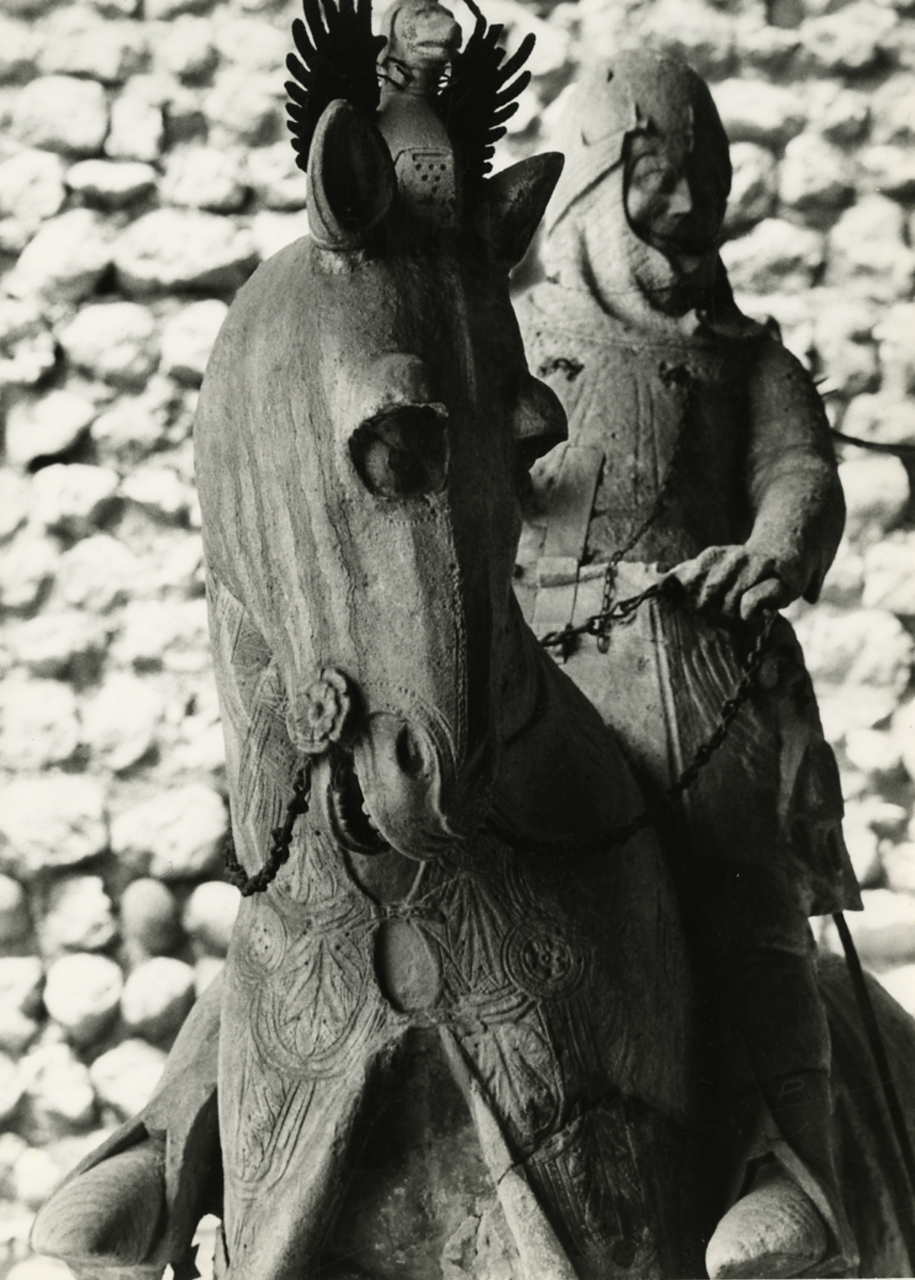
Statua equestre di Cangrande (dettaglio), Museo di Castelvecchio, Verona

Nell'aprile del 1305 Azzo VIII d'Este, Signore di Ferrara, Modena e Reggio Emilia, si sposò con la figlia di Carlo II di Napoli, Beatrice  divenendo così un importante esponente della fazione guelfa dell'alta Italia, contrastato però da una lega formatasi il 21 maggio e composta dalle signorie di Verona, Brescia e Mantova. L'8 novembre si aggiunse alla lega Parma, mentre Modena e Reggio Emilia si aggiunsero l'11 febbraio 1306: non solo, anche Francesco d'Este, che dopo il matrimonio del fratello Azzo VIII non poteva più ereditare il potere, si aggiunse all'alleanza. Nel luglio dello stesso anno Alboino conquistò Reggiolo e invase il territorio ferrarese; Azzo VIII fu così costretto ad abbandonare Ferrara, dove, però, i suoi seguaci riuscirono a fermare gli assalti nemici.
Visto che non si riuscivano ad ottenere risultati di rilievo, l'esercito mantovano-veronese si ritirò dai territori ferraresi per andare in aiuto di Matteo I Visconti, che stava cercando di riappropriarsi del potere a Milano dopo essere stato cacciato dai guelfi Torriani. In agosto l'esercito venne affidato a Cangrande, che lo portò non lontano da Bergamo, dove il Visconti, radunati 800 cavalieri e 1500 fanti, si unì alle truppe alleate. Guido della Torre preparò un forte esercito e riuscì a mettere in fuga Matteo Visconti; a quel punto Cangrande non vedeva motivi per continuare l'azione di forza e decise di ritirarsi.
Il 14 marzo Verona (alla cui lega si era nel frattempo unita anche Ravenna) riprese la guerra contro Azzo VIII, mentre il mese successivo venne siglata la pace con Milano. A Ferrara si unì Cremona che, dopo la sua entrata in guerra, vide il proprio territorio saccheggiato dai cavalieri veronesi. Dopo gli attacchi al territorio cremonese i cavalieri rincasarono a Ostiglia, dove furono raggiunti da Azzo VIII insieme alle truppe ausiliarie di Napoli e Bologna. Cangrande e Alboino raggrupparono un esercito di 10000 fanti e 1400 cavalieri per difendere la città, ma, nonostante questo, Ostiglia venne conquistata e la flotta mantovano-veronese sul fiume Po catturata. Azzo VIII però morì e lasciò il potere al nipote Folco, ma, ritenendo ingiusto questo passaggio, Francesco d'Este chiese a papa Clemente V di fare da arbitro per la contesa.
Verona e Mantova non avevano quindi più motivi per continuare la guerra, vista la nascita di lotte intestine a Ferrara, che aveva così perso il ruolo di importante centro guelfo dell'alta Italia; Scaligeri e Bonacolsi chiesero e ottennero il mantenimento dello stato precedente all'inizio della guerra. Durante la guerra morì la madre Verde di Salizzole; l'unico parente stretto di Cangrande ancora in vita rimase quindi il fratello Alboino.

#### Guerra contro Parma
Nel marzo 1308 a Parma era iniziata una lotta interna tra guelfi e ghibellini; così Mantova e Verona, alleatesi con Enrico di Carinzia e Tirolo, Ottone III di Carinzia e i Castelbarco (questi ultimi storici amici di famiglia degli scaligeri), decisero di intervenire con l'intento di ostacolare i guelfi parmensi, riuscendo a sconfiggere l'esercito nemico. Il 19 giugno l'esercito parmense subì un'altra sconfitta, questa volta a opera di Giberto III da Correggio; si avvicinava dunque la possibilità di portare la città sotto il controllo ghibellino: infatti alla fine della guerra tornarono ghibelline sia Parma che Brescia, anche questa in parte protagonista della guerra. Il giovane Cangrande partecipò anche a questa guerra, combattendo sotto l'esercito veronese, anche se il comando supremo delle forze armate spettò al più anziano ed esperto fratello.

### Co-signore di Verona
Nel 1308 Alboino decise di condividere il potere con un Cangrande ormai diciottenne, che fu quindi proclamato Capitano del popolo veronese e divenne co-reggente e Signore di Verona. Nuovo obiettivo dei due Signori divenne indebolire la guelfa Milano, ancora asservita ai Della Torre. La prima opportunità arrivò dall'insurrezione antimilanese scoppiata a Piacenza nel 1309, durante la quale i piacentini riuscirono a scacciare i milanesi.
Il 13 giugno 1309 Piacenza formò una lega con Parma, Verona, Brescia, Mantova e Modena, allargando così il conflitto. Gli Scaligeri inviarono i 500 migliori soldati veronesi a Piacenza, dove sconfissero l'esercito nemico, mentre Parma inviò l'esercito, supportato da truppe veronesi, contro la guelfa Fidenza, ma il cattivo tempo obbligò a interrompere l'assedio e a iniziare le trattative per la pace, che sarebbe stata poi firmata entro la fine dell'anno.
Nell'estate del 1310 Enrico VII di Lussemburgo preparava la sua discesa in Italia, alimentando le speranze dei ghibellini, che auspicavano una restaurazione del suo potere imperiale. Enrico VII arrivò in Italia con l'intento di conciliare la parte guelfa con quella ghibellina sotto il vessillo di un impero unito. Appena mise piede nel territorio italico si presentarono numerosi ambasciatori (compresi legati di Verona) per rendergli omaggio e accompagnarlo a Milano, dove doveva essere incoronato.
Il 15 novembre vennero mandati a lui un giurista e alcuni nobili veronesi, per prestare il giuramento di fedeltà a nome del Comune e della Signoria: il messaggio venne accolto festosamente e l'imperatore promise che sarebbe andato a Verona. Poco dopo egli ordinò ai Comuni italiani di mandare delle rappresentanze a Milano per il 5 gennaio 1311, giorno in cui sarebbe stato incoronato. Finita la cerimonia dell'incoronazione, l'imperatore cominciò a render note le sue intenzioni: egli voleva una riforma del regno d'Italia, in modo che l'autorità imperiale nelle città fosse rappresentata da vicari esterni, per poter facilitare la convivenza delle fazioni opposte.
A Verona venne nominato vicario imperiale Vanni Zeno da Pisa, intendendo così rendere attuabile il ritorno in città dei Sambonifacio. Ritorno però inaccettabile da parte degli Scaligeri che, infatti, in segno di protesta, rinunciarono addirittura alla signoria. Erano sicuri che il popolo veronese non avrebbe accettato di perdere i propri signori, come infatti accadde. Alla fine l'imperatore, pentito dell'errore commesso, si trovò a poter fare affidamento, per raggiungere i suoi obiettivi, solo sul sostegno dei ghibellini. Dovette presto ricredersi e, il 7 marzo 1311, decise di riconoscere come vicarii imperiali di Verona Cangrande e Alboino. A questo punto i due possedevano un doppio riconoscimento della loro autorità: assommarono l'investitura del Comune a quella dell'imperatore. Il lato negativo del vicariato era però quello finanziario, che costava molto denaro e l'obbligo di un contingente di soldati che scortasse il sovrano o comunque servisse in Lombardia. Il Comune di Verona promise ad Enrico VII 3435 fiorini d'oro, mentre altri 3000 fiorini furono spediti al vicario di Lombardia Amedeo di Savoia.
Il maggiore problema nella nuova organizzazione si ebbe con Padova, cui l'imperatore riconobbe l'autorità su Vicenza in cambio di un tributo una tantum e di uno annuale, oltre all'obbligo di eleggere un vicario padovano di fede ghibellina. Ma Padova non gradiva le pretese dell'imperatore; iniziarono così con la città guelfa lunghe trattative. Nell'aprile del 1311 Vicenza si ribellò a Padova ed Enrico VII prese la questione come pretesto per costringere il Comune padovano ad accettare le sue richieste. In seguito ad un attacco subìto, il comandante delle truppe imperiali raggiunse Verona con 300 cavalieri; i due fratelli scaligeri parteciparono all'impresa con le truppe ausiliarie di Verona a Mantova ed il 15 aprile invasero facilmente Vicenza, mentre la rocca in mano ai padovani veniva conquistata da Cangrande con truppe leggere.
Il 14 maggio gli Scaligeri giunsero all'accampamento di Brescia, dove la fazione guelfa si era impadronita del controllo della città in spregio ad Enrico VII. Durante l'assedio perirono per un'epidemia numerosi soldati: tra questi si ammalò anche Alboino, che fu riportato a Verona. Da lì, solo Cangrande, reclutata nuova fanteria e cavalleria, tornò a Brescia. Per questo merito gli venne affidato il comando supremo dell'esercito; tuttavia la città assediata si arrese solamente il 16 settembre 1311. Dopo aver passato del tempo con il fratello ammalato, Cangrande partì insieme ad una scorta per raggiungere Enrico VII a Genova. Raggiunto però dalla notizia delle gravi condizioni in cui versava il fratello, dovette tornare a Verona, anche per via della possibile minaccia che rappresentava Padova. La notte tra il 28 ed il 29 novembre 1311 Alboino morì e Cangrande divenne l'unico Signore di Verona, all'età di ventidue anni. La salma di Alboino venne posta accanto a quella dal padre Alberto I.

### Signore di Verona

#### Prima guerra contro Padova
Quando Cangrande assunse il potere, Verona era ancora un Comune modesto, se messo in confronto con il potente Comune di Padova, tanto che lo scaligero non era nemmeno in grado di pagare il tributo ad Amedeo d'Aosta. Nonostante ciò, egli adempì sempre ai suoi doveri nei confronti dell'Impero: lo dimostrò ancora una volta quando i guelfi bresciani tentarono di far insorgere la città e Cangrande intervenne per sventare il complotto. Cangrande si rivelava, dunque, fondamentale per la causa ghibellina.
L'11 aprile 1311 Cangrande si recò a Vicenza, dove assunse il vicariato della città grazie ad un atto di opportunismo politico, approfittando delle controversie della città con i suoi ex-padroni di Padova. Enrico VII aveva bisogno di un sostegno economico per raggiungere Roma, per cui, dietro il pagamento di una forte somma di denaro, diede la carica allo scaligero, che riuscì in breve tempo a guadagnarsi la stima del popolo. I vicentini, sicuri dunque dall'aiuto scaligero e imperiale, iniziarono a provocare i padovani, arrivando addirittura a deviare il corso del Bacchiglione, danneggiando così l'economia della città guelfa.
Alla fine Padova acconsentì alla nomina di un vicario imperiale e al pagamento di 20000 fiorini annui in cambio di numerose concessioni e al pagamento da parte di Vicenza dei danni da loro subiti per la deviazione del fiume. Il consiglio vicentino, però, si rifiutò di pagare la somma, dando così il via a numerose liti su varie questioni, in particolare sulla restituzione a Padova di alcuni fondi rurali. I padovani mandarono degli ambasciatori all'imperatore perché risolvesse la questione; Enrico cercò di riappacificare le due città, imponendo comunque a Vicenza di riaprire il corso originario del Bacchiglione.
Il 28 gennaio 1312 giunse a Padova la notizia ufficiale che Cangrande era stato nominato vicario di Vicenza; così il consiglio cittadino decise di riunirsi, soprattutto per via delle insistenti voci che parlavano di Padova come obiettivo di Cane. Durante la seduta del 15 febbraio il consiglio decise di dichiarare guerra a Verona, mentre in strada la folla distruggeva tutto ciò che era insignito dell'aquila imperiale, e presto cominciarono le prime ruberie in territorio vicentino. La sfida all'imperatore, che aveva sostenuto l'elezione di Cangrande a vicario imperiale di Vicenza, gli diede il pretesto per muovere guerra a Padova.

Nella primavera del 1312 l'esercito padovano iniziò ad attuare brevi incursioni in territorio vicentino e veronese; fu così che Cangrande per diciotto mesi venne messo in difficoltà, anche perché Padova era un Comune ricco e potente, con forze militari maggiori di quelle che aveva a disposizione in quel momento Cangrande. Nonostante ciò, egli riuscì a portare il grosso dell'esercito veronese in territorio padovano, dando inizio ad una serie di devastazioni. Le prime incursioni veronesi videro una sconfitta presso Camisano Vicentino e successivamente la conquista del castello di Montegalda, importante baluardo per Padova. Questo venne quindi dotato di una guarnigione, mentre poco dopo Cangrande tornò a Verona, anche se i padovani presto iniziarono la controffensiva da Montagnana, da dove raggiunsero e devastarono Minerbe, Pressana e Legnago, mentre Cologna Veneta venne incendiata.
A marzo le truppe padovane si trovavano tra Vicenza e Verona, minacciando così entrambe le città; i padovani decisero di dirigersi su Vicenza, sapendo che all'interno della città si stava sviluppando il complotto dei cittadini guelfi. Alcune sentinelle veronesi videro l'avanzata nemica e si precipitarono ad avvertire il comandante della città, Federico della Scala. Intanto le prime scaramucce tra truppe padovane e vicentine si ebbero a Torri di Quartesolo, dove i secondi vennero sconfitti, subendo notevoli perdite. Cangrande fu informato della disfatta delle truppe vicentine; raggiunse quindi la città, ordinando di chiudere le porte e di arrestare tutti i sospetti traditori: questi in parte riuscirono a fuggire e in parte furono catturati e quindi o esiliati o condannati a morte.
I padovani, persa la possibilità di conquistare Vicenza, decisero di attaccare Marostica, che cedette grazie all'arrivo di rinforzi da Bassano del Grappa, e successivamente attaccarono numerosi borghi e villaggi vicentini. Per vendicarsi, Cangrande giunse con le truppe a pochi chilometri da Padova e ne distrusse i sobborghi, mentre Montagnana veniva conquistata e incendiata. Padova, però, inviò immediatamente aiuti all'importante città, per cui Cangrande fu costretto a ritirarsi verso Vicenza. Intanto i padovani conquistarono e distrussero a loro volta Noventa Vicentina. Divenendo la situazione critica, Cangrande fu costretto a rivolgersi al luogotenente di Lombardia Werner von Homburg, il quale arrivò con truppe nuove e razziò alcuni villaggi, anche se presto dovette tornare in Lombardia, dove erano scoppiate alcune insurrezioni.

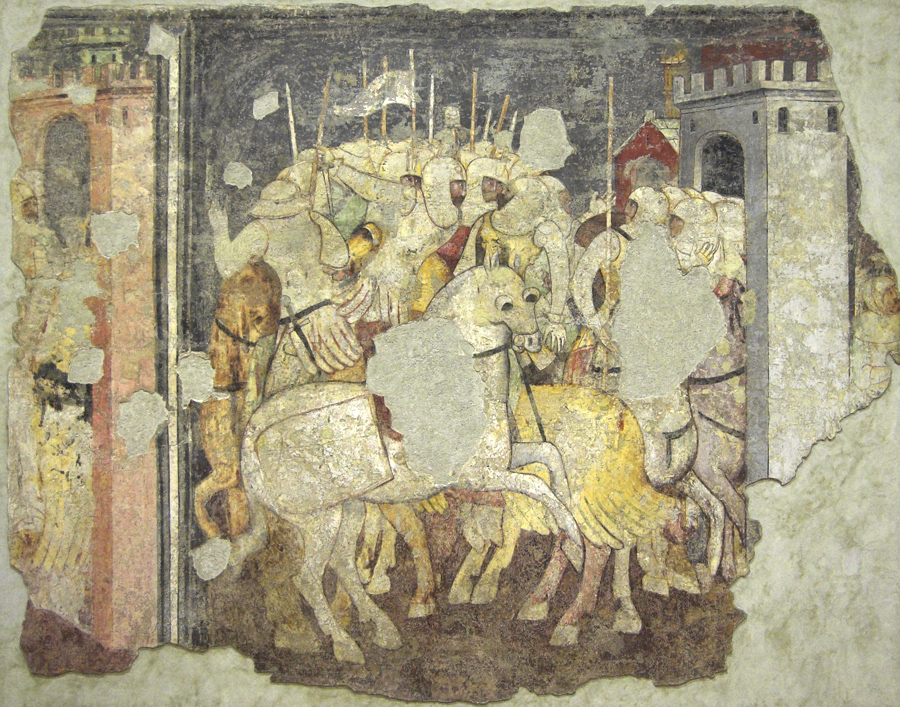
Affresco rappresentante cavalieri durante una battaglia, Museo di Castelvecchio

Feltre, Treviso, Belluno e Francesco d'Este si allearono con Padova, formando così un esercito di 17000 uomini; le truppe il 1º giugno 1312 partirono per Torri di Quartesolo, dove si accamparono. La fanteria leggera fu mandata in spedizione a razziare i campi e i villaggi vicino a Vicenza. In città, Cangrande guidava 800 cavalieri e 4000 fanti, per cui i padovani, che non si sentivano pronti per attaccare direttamente la città, decisero di proseguire lungo il Bacchiglione, dato che ormai Padova soffriva per la mancanza d'acqua. Fu però impossibile riportare nel suo corso naturale il fiume: il luogo era interamente protetto da fortificazioni e torri. Fu lì che Cangrande riuscì a prendere di sorpresa alcune truppe nemiche, che patirono l'uccisione di quattrocento soldati nel corso della battaglia. I rinforzi padovani riuscirono però a scacciare i veronesi. Nonostante la vittoria, i padovani non riuscirono tuttavia a riportare il Bacchiglione nel suo letto originario; intanto Cangrande cercava di spingerli verso Castagnaro. I padovani si portarono successivamente nuovamente verso il territorio vicentino, dove depredarono alcuni villaggi, portando poi il bottino in salvo a Bassano del Grappa, dopo aver subito una sconfitta in una breve scontro con Cangrande e i suoi 200 uomini di scorta. Intanto la guarnigione di Cologna Veneta venne nuovamente sopraffatta e i padovani riuscirono ad appropriarsi di alcuni vessilli scaligeri.
Fino a questo punto la guerra si era svolta con razzie e piccole scaramucce, nonostante la superiorità economica di Padova e l'importante aiuto militare degli alleati, anche perché Cangrande aveva sempre evitato lo scontro campale, date le superiori forze nemiche. Dopo che nel giugno 1312 anche a Modena avevano preso il sopravvento i guelfi, Padova decise di organizzare una grande spedizione contro Vicenza e poté marciare relativamente tranquilla fino alla città, mentre Cangrande si trovava a Verona. A Vicenza i padovani cominciarono a saccheggiare i sobborghi cittadini e finalmente riuscirono, in questa occasione, a reincanalare il Bacchiglione. Ma poi, dato che Vicenza non si arrendeva, l'esercito venne spostato per conquistare Poiana, un importante castello sulla strada che da Padova porta a Vicenza, e ci riuscì dopo un breve assedio. Impossessatosi del castello, a fine luglio l'esercito patavino ritornò a Padova.

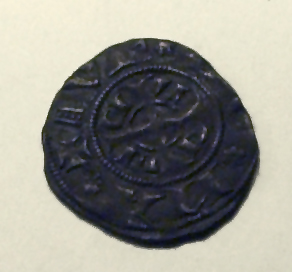
Moneta da 20 denari in argento di Cangrande, coniata dopo che Vicenza passò sotto il dominio veronese, come dimostra la scritta CI VI CI VE, cioè CIVITAS VICENTIE CIVITAS VERONE

Seguirono ancora razzie padovane, mentre Cangrande, sulla difensiva, cercava di limitarle, riuscendo nonostante questo a mantenere il controllo di Vicenza, anche grazie alla disorganizzazione delle truppe nemiche. Intanto Padova perdeva l'importante alleanza di Treviso, che pretendeva di assumere il comando dell'esercito. A questo punto Werner von Homburg poté nuovamente avanzare in aiuto di Cangrande, il quale, intanto, prima dell'arrivo di lui, era riuscito ad impadronirsi del castello di Lozzo grazie ad un'intesa segreta con il comandante della fortezza. Riuniti, Werner e Cangrande assalirono il 7 gennaio 1313 Camisano Vicentino e ne distrussero il castello. Il 2 febbraio 1313 i padovani si spinsero sino nel territorio veronese, dove continuarono i saccheggi e le devastazioni. I padovani tentarono più volte l'assedio del castello di Lozzo, data la sua importanza strategica, fin quando Cangrande decise di distruggerlo, dato che la sua difesa era divenuta troppo costosa. Intanto si riaccese la guerra con Padova e ricominciarono le devastazioni sia nel padovano che nel vicentino; in una di queste occasioni venne teso un agguato a Cangrande, durante il quale venne ucciso il suo cavallo, ma egli riuscì a salvarsi. Cangrande tornò quindi sulla difensiva e, per sua fortuna, la guerra tornò a raffreddarsi, soprattutto durante l'estate.
Le lotte intestine di Padova e il ritorno di Enrico VII di Lussemburgo dal suo viaggio a Roma fecero tornare l'alta Italia in uno stato di guerra e Cangrande dovette inviare una spedizione a Modena per difenderla dalle città guelfe che la minacciavano, mentre Padova inviava aiuti a Firenze alla fazione guelfa. Enrico VII decise quindi di decretare ufficialmente Padova traditrice dell'Impero, togliendole ogni privilegio e diritto e condannandola a una forte multa. I padovani decisero di proseguire con la difesa della città, dato che al momento l'imperatore non aveva mezzi sufficienti per poterla conquistare, anche se si alleò con Cangrande, Castelbarco, con il re di Boemia, il conte di Gorizia e il vescovo di Trento. In breve tempo l'imperatore riuscì a reclutare un esercito di 823 cavalieri pesanti e 6000 cavalleggeri.
I padovani, venuti a conoscenza che si stava creando l'alleanza tra Verona e Friuli, decisero di mandare una spedizione presso Ceneda, impedendo in tal modo la connessione tra Friuli e Verona tramite Treviso, mentre le guarnigioni di Conegliano, Bassano del Grappa e Cittadella furono rinforzate. Intanto Treviso cercava di mantenere una posizione neutrale, per non incorrere in una guerra contro Verona e il conte di Gorizia (dato che si trovava stretta tra le due forze) o contro Padova (con la quale era molto legata per via della posizione geografica molto ravvicinata). I padovani, per separare ulteriormente Friuli e Verona, il 21 giugno 1313 mandarono rinforzi ad Este e Montagnana, da dove partirono alla volta di Arcole, dove, dopo una breve battaglia, riuscirono a conquistare il castello.
Mentre Cangrande si trovava a Vicenza, le truppe patavine si avvicinarono a Verona, dove Federico della Scala diede ordine di chiudere le porte e di erigere barricate. Il podestà di Padova diede dunque l'ordine di rientrare, dato che l'esercito non era attrezzato per un lungo assedio; in compenso durante la ritirata abbatterono diversi castelli e razziarono il territorio. Nell'agosto 1313 Treviso decise infine di allearsi a Padova, dato che non gli era più possibile rimanere neutrale, in seguito a brevi scontri con il conte di Gorizia che si era seccato del continuo tergiversare dei trevigiani.

##### La morte dell'imperatore

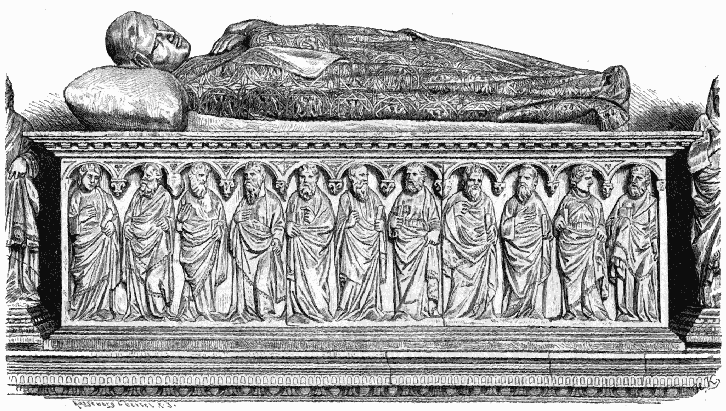
Tomba di Enrico VII di Lussemburgo

La situazione cambiò però con la morte di Enrico VII di Lussemburgo (che sul letto di morte raccomandò la difesa dell'Impero a Cangrande) il 24 agosto 1313, che liberò in questo modo Cangrande dal suo obbligo di fornire risorse militari e finanziarie all'imperatore. D'altra parte, però, con la sua morte il guelfismo recuperava forza, mentre nell'alta Italia la fazione ghibellina poteva contare solo su quattro grandi città: Verona, Milano, Mantova e Pisa. Di queste Verona era la più compatta politicamente e sostenuta dal popolo e si assunse perciò la responsabilità di prendere la guida della fazione ghibellina.
Ripresero intanto le scorrerie padovane, mentre i vicentini deviavano ancora il corso del Bacchiglione. Il 1º novembre 1313 vennero cacciati da Padova tutti i sospetti ghibellini e traditori; la città diveniva così il maggiore centro guelfo, mentre gli statuti venivano cambiati e così anche il governo della città. Tuttavia questo cambiamento comportò una momentanea disorganizzazione all'interno della città, che favorì in tal modo lo scaligero, che però non sfruttò il momento per un'azione militare.
Le due parti, stremate dalla guerra e dalle pestilenze, erano in ricerca di un accordo, ma non vi fu nulla di concreto, mentre il periodo invernale passava senza azioni di rilievo. Nel periodo invernale Cangrande congedò gran parte dell'esercito, e, nel marzo 1314, poteva contare nuovamente su un esercito di 3000 cavalieri e 13000 fanti. Il primo atto di Cangrande fu l'importante conquista di Abano, che venne incendiata, mentre i padovani continuarono con la tattica delle razzie dei territori nemici. Intanto a Padova, dove continuava la caccia ai ghibellini, vennero arrestati alcuni membri della famiglia Carrarese, che però godevano della stima del popolo. Infatti ebbe luogo un'insurrezione che, a fatica, il consiglio cittadino riuscì a fermare.
Fu allora che venne eletto podestà Ponzino de' Ponzini, il quale, messo a capo dell'esercito, durante una battaglia presso il Brenta riuscì ad ottenere un'importante vittoria contro i soldati vicentini, tanto che in pochi riuscirono a fuggire e a raggiungere Vicenza. La vittoria portò i padovani a sperare nuovamente nel successo e a riprendere le sortite contro Vicenza, di cui, il 15 luglio 1314, raggiunsero il sobborgo di San Pietro; tuttavia Cangrande, prontamente accorso, riuscì a batterli e ad obbligarli alla ritirata. Il Comune di Padova, per risolvere il problema dell'approvvigionamento d'acqua, decise di costruire un nuovo canale che prendeva l'acqua dal Brenta; in questo modo la deviazione del Bacchiglione diveniva un problema minore.

##### La vittoria di Vicenza e la tregua

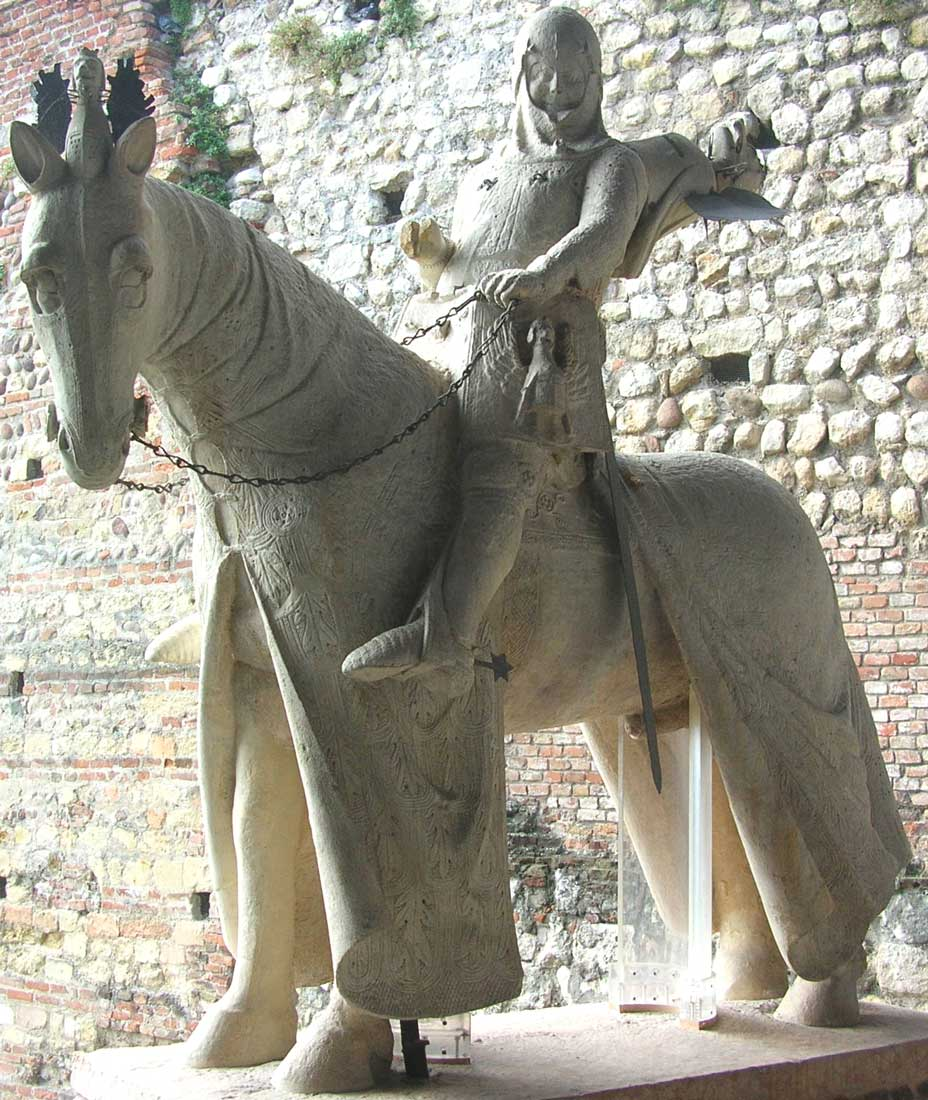
La statua equestre di Cangrande nel cortile di Castel Vecchio

Importante azione di Cangrande fu l'attacco dei sobborghi di Padova, che gli diede la possibilità di firmare un breve armistizio: durante questa breve tregua mandò le truppe ausiliarie in aiuto di Pisa e Milano, ma, dopo inutili trattative, in agosto Cangrande dovette riprepararsi alla guerra. I padovani occuparono con 2000 uomini San Pietro (sobborgo di Vicenza), in modo da intralciare l'aiuto di Cangrande ai ghibellini milanesi e ai Visconti in particolare.
Nogarola, podestà di Vicenza e amico di famiglia di Cangrande, fece chiudere e difendere le porte di Vicenza, in questo caso seriamente minacciata. Le truppe padovane, che erano partite con numerose provviste da Padova, si stavano preparando all'assedio, ma Cangrande, che in quel momento si trovava a Verona, venuto a conoscenza di quello che stava accadendo, partì precipitosamente con poca scorta a cavallo per raggiungere velocemente Vicenza; riuscì a coprire a cavallo solo tre quarti della distanza, poiché il destriero non aveva più forze, e dovette quindi chiedere un passaggio sul carro di un contadino.
Arrivò a Vicenza la mattina del 17 settembre, percorrendo la distanza in sole quattro ore, impresa che sbalordì i presenti; incoraggiato subito il popolo, fece raggruppare e riorganizzare i soldati, rincuorati dall'eroico arrivo di Cangrande. Pregata la Vergine Maria, cui Cangrande era devoto, con soli cento cavalieri uscì dalla porta principale della città; dopo essere stato inizialmente respinto, riuscì a reclutare alcuni soldati vicentini che erano stati messi in fuga dai sobborghi della città. Cangrande comandò allora l'attacco a San Pietro, facendo immediatamente fuggire il comandante delle truppe padovane. Lo storico Albertino Mussato, che era con le forze padovane, racconta come questo improvviso assalto rapidamente si sviluppò in un accerchiamento dell'esercito padovano. Cangrande, in piedi sulle staffe, esortò i suoi seguaci a uccidere il vile nemico. Dopo la cruenta sconfitta, le truppe padovane si diedero alla fuga, mentre lo stesso Mussato venne fatto prigioniero. Vista la ritirata nemica, Cangrande si precipitò sul campo di battaglia, dove il nemico si difese fiaccamente.
Alla fine della battaglia furono catturati e condotti a Verona 773 prigionieri, mentre nell'accampamento padovano furono requisiti viveri, argenterie, armi, attrezzi, tappeti e oggetti preziosi che, caricati su 700 carri, furono condotti prima a Vicenza e quindi a Verona: il danno per i padovani era incalcolabile e la vittoria dello scaligero era netta. Il 17 settembre, giorno della battaglia di San Pietro, divenne festa solenne, che sarebbe stata festeggiata a lungo, dato che sanciva definitivamente la conquista di Vicenza: con questa vittoria la fazione ghibellina riprendeva speranza.
A Padova, intanto, arrivavano feriti e fuggiaschi della dura battaglia, mentre tra la popolazione cominciava a diffondersi il panico, anche se l'arrivo di Ponzino tranquillizzò in parte il popolo. Si deliberò subito il rinforzo delle difese, mentre arrivavano supporti dalle altre città guelfe, in particolare da Bologna. Cangrande non poté però attaccare la città per via del mal tempo, che aveva causato numerosi allagamenti. La vittoria di Cangrande era completa e grazie ad essa migliorò ancora la sua reputazione: riuscì a guadagnare anche la riluttante ammirazione di uomini come Mussato, che si opponeva ardentemente a Cangrande per il suo stile autocratico.
Fu allora che Bonacolsi e Castelbarco suggerirono a Cangrande di stipulare la pace. Venezia spedì ambasciatori a Verona e Padova, offrendosi di condurre le trattative, dato che era nei suoi interessi avere la sicurezza sulle tratte commerciali: le due parti accettarono. Nei patti Vicenza diveniva ufficialmente parte della signoria scaligera, mentre venivano assicurate le libertà di Padova e Venezia si faceva garante della pace. Il trattato venne approvato a Verona, Vicenza e Padova e la pace venne proclamata ufficialmente il 6 ottobre. Tornava quindi la pace dopo tre anni di lotte, razzie e battaglie. Cangrande era riuscito in definitiva a battere un avversario superiore per forza militare e prosperità economica, andando così ad inserirsi nei rapporti tra le potenze dell'alta Italia.
La battaglia di San Pietro mostrò le qualità per cui divenne popolare Cangrande: il quasi sconsiderato coraggio in battaglia e la sua magnanimità verso i nemici sconfitti, alcuni dei quali divennero suoi amici. Tra i prigionieri vi furono anche nobili influenti, come Jacopo da Carrara e suo nipote Marsilio da Carrara. È tra l'altro di questo periodo il massiccio stanziamento, previo consenso degli scaligeri, di popolazioni tedesche nei Lessini (altopiano, allora quasi spopolato, a nord di Verona), che furono chiamati in seguito Cimbri, anche se una loro presenza era già attestata dall'ottenuta investitura del 1287 dal vescovo Bartolomeo della Scala.

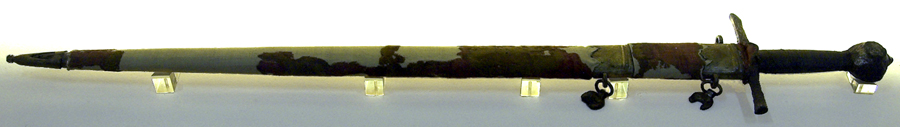
La spada di Cangrande, esposta presso il Museo di Castel Vecchio

#### Uno strenuo ghibellino
Durante il periodo in cui l'autorità imperiale era vacante, i baluardi della fazione ghibellina furono Pisa, Milano e Verona. Pisa era però messa in difficoltà dalle vicine città guelfe, per cui Cangrande decise di andare in suo soccorso: nell'agosto 1315, grazie all'apertura di un secondo fronte, i fiorentini subirono una disfatta a Montecatini e persero circa 2000 soldati. La sconfitta di Firenze fu un duro colpo per i guelfi di tutta Italia. L'11 settembre venne firmata l'alleanza tra Verona, Mantova, Modena, Lucca e Pisa. Importante fu anche l'aiuto ai Visconti in Lombardia.
Nell'ottobre 1315 Passerino Bonacolsi e Cangrande della Scala, da sempre alleati, iniziarono un tentativo di assoggettare Cremona, Parma e Reggio: il primo passo era la conquista del cremonese, che non presentò rilevanti problemi, dato che i castelli erano poco numerosi, mentre la città era immiserita. Dagli assedi di città e fortezze, in particolare da Sabbioneta, Piadena, Casalmaggiore, e dai sobborghi di Cremona Cangrande recuperò un ricco bottino, che fu portato a Verona agli inizi di luglio del 1316. A questo punto la situazione di Cangrande si faceva però difficile: Cremona, Parma e Reggio si riunirono sotto un'unica Signoria, mentre a Brescia prendevano il sopravvento i guelfi; in tal modo si interrompevano le vie di comunicazione tre le alleate ghibelline Verona e Milano. Per di più Verona era continuamente minacciata da Padova e Treviso. In particolare, nonostante la pace in vigore dal settembre 1314, le tensioni con Padova erano sempre molto forti e per questo i padovani si allearono nuovamente con i trevigiani. Intanto, nel giugno 1316, Guecellone VII da Camino si era proclamato signore di Feltre e Belluno.
All'inizio dell'inverno la guerra era ormai latente, tanto che Padova si impegnò a reclutare 8000 fanti e 800 cavalieri, mentre Treviso 4000 fanti e 400 cavalieri, anche se non era di fatto scoppiata. Nel gennaio 1317 Verona prestò giuramento di fedeltà a Federico I d'Asburgo detto il Bello, il quale diede a Cangrande la nomina di vicario imperiale unico di Verona e Vicenza; il 16 marzo 1316 Cangrande lo riconobbe ufficialmente come imperatore dei romani, incorrendo così nell'ira di papa Giovanni XXII, che non riconobbe né lui né il suo rivale Luigi IV di Baviera. Durante l'inverno il vicario continuò l'opera riformatrice delle finanze e dell'esercito.
Con il nuovo anno si allentò la tensione con Padova e Treviso; così nella primavera del 1317 Cangrande, alleato a Matteo Visconti, preparò una spedizione contro i guelfi di Brescia, ignorando le minacce di scomunica da parte del papa e ribadendo con i fatti la sua fede ghibellina. Assieme al temuto capitano di ventura toscano Uguccione della Faggiola conquistò subito importanti castelli, come Ghedi, Montichiari e Lonato, e a maggio cominciò l'assedio di Brescia. Fu allora che venne informato che le truppe padovane, guidate dal guelfo Vinciguerra Sambonifacio, la cui famiglia era stata esiliata da Verona da Mastino della Scala, erano poco distanti da Vicenza. Cangrande decise immediatamente di lasciare la prosecuzione della guerra ai ghibellini bresciani, mentre lui si diresse verso Vicenza.

#### Seconda guerra contro Padova

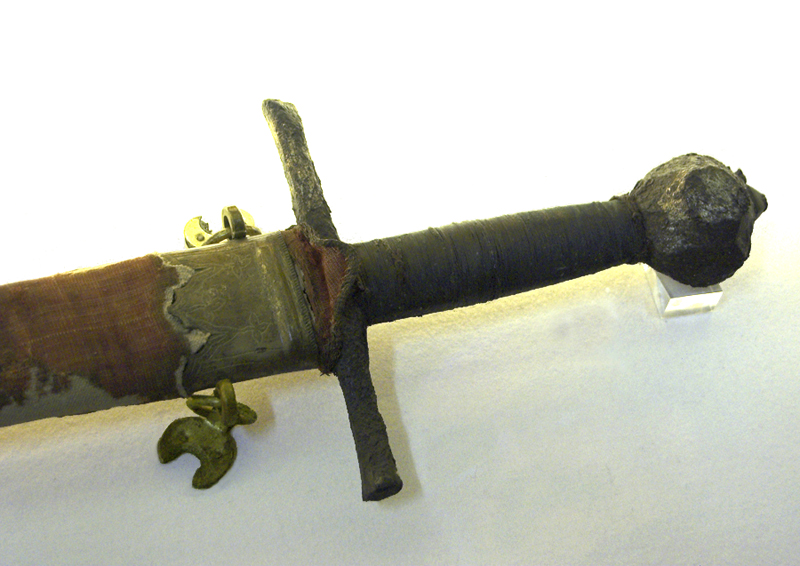
Dettaglio della spada di Cangrande

Cangrande si stava preparando ad assediare Lonato mentre, nel frattempo, i guelfi vicentini tramavano per riportare la città sotto il controllo di Padova; essi, insieme a Vinciguerra da Sambonifacio, si erano preparati per consegnare la città la mattina del 22 maggio 1317, mentre l'esercito padovano attendeva non troppo lontano dalla città, pronto ad intervenire. Il podestà di Vicenza Nogarola venne però avvertito del complotto e fece avvisare immediatamente Cane. Intanto le truppe padovane (4000 cavalieri e 1500 fanti) cominciarono l'avanzata verso Vicenza, mentre Cangrande aveva raggiunto Verona, dirigendosi segretamente verso Vicenza con tre fedeli. La mattina del 22 Cane era già in città, insieme all'alleato Uguccione della Faggiola, quando iniziò l'assedio, con 200 padovani che entrarono in città grazie all'uso di scale: quando furono entrati, Cangrande aizzò la popolazione contro di loro e i nemici furono uccisi o catturati.
Sambonifacio non sapeva cosa stava succedendo in città e aspettava che i cospiratori o i soldati aprissero le porte. Pregata la Vergine Maria, Cangrande fece aprire la porta; davanti a lui era schierata la fanteria e quindi un esercito di 4000 cavalieri: egli uscì con 40 cavalieri, riuscendo a passare la fanteria padovana, che li aveva scambiati per vicentini alleati. Partì dunque all'attacco di Sambonifacio attraversando le linee nemiche, mentre Uguccione con una forza maggiore attaccò da dietro, riuscendo così a prendere alla sprovvista le truppe padovane. Cangrande e i suoi 40 cavalieri fecero strage dei padovani e lo stesso la seconda schiera partita dopo di lui dalla porta vicentina. Vennero catturati 500 padovani, tra cui lo stesso conte Sambonifacio, con cui Cangrande mostrò ancora una volta la sua magnanimità; poiché era stato gravemente ferito nel conflitto, venne fatto curare nel palazzo e Cane gli offrì un magnifico funerale per la sua morte, avvenuta un paio di settimane più tardi, nonostante lui e la sua famiglia fossero gli storici nemici degli Scaligeri.
Antonio da Nogarola venne mandato dal doge di Venezia per richiedere un pagamento da parte di Padova, poiché aveva rotto la pace stipulata di cui Venezia si era fatta garante. Uguccione della Faggiuola, che rimase fedele allo scaligero sino alla morte, venne nominato podestà di Vicenza per il servigio reso durante la battaglia. Verona stava trasformandosi nel maggiore centro ghibellino e la fama di Cangrande attirava numerosi seguaci dell'Impero; venne addirittura nominato podestà di Modena Federico della Scala, mentre Parma cercò il suo favore, dando l'incarico di capitano della città ad un veronese. Intanto riprese la campagna bresciana, durante la quale Brescia venne attaccata, mentre i legati dello stesso papa erano a Verona per trattare la pace con la città guelfa; durante i colloqui Cane venne ammonito di deporre il titolo di vicario imperiale, se non avesse voluto subire una condanna da parte del papato.
Cane però rifiutò, poiché il titolo gli era stato conferito a vita. Intanto, anzi, riprese la guerra contro altre città guelfe, anche se preferì successivamente concentrarsi nella guerra contro Padova, dato che i padovani si erano rifiutati di pagare il tributo. In quel periodo era in corso una dieta delle città ghibelline, durante la quale si decise di fornire i Visconti e gli Scaligeri di un esercito. Intanto il conte di Gorizia era riuscito a raggiungere Verona con 200 soldati, mentre Treviso preferiva rimanere neutrale a causa delle lotte interne ed esterne in cui era impegnata. Nel frattempo Uguccione aveva preparato l'assalto di Monselice, castello fondamentale per Padova, posto sulle pendici orientali dei Colli Euganei.
Il 20 dicembre Cangrande partì da Verona con l'esercito reclutato insieme a Uguccione della Faggiuola ed il conte Enrico di Gorizia: nella notte raggiunsero la città, dove era stata aperta una porta da alcuni congiurati, riuscendo così a conquistarla senza neanche lottare. Il 22 dicembre raggiunse Este, di cui pretese la resa: come risposta, dalla città partì una fitta pioggia di frecce che ferì lo stesso Cangrande e suo nipote. L'esercito passò allora all'attacco, riuscendo a vincere la resistenza, così Cane poté passare il Natale nella città conquistata. Il 27 dicembre riprese la marcia veronese e, lo stesso giorno, cadde anche Montagnana. Nei giorni successivi caddero in mano veronese numerosi castelli e villaggi, mentre Padova era in piena guerra civile. Essa richiese ed ottenne una tregua momentanea; così Padova riuscì ad avere aiuti da alcune città guelfe.
Alla fine del gennaio 1318 riprese l'avanzata per la conquista di Padova, arrivando ad un corso d'acqua difeso da fortificazioni: qui Cangrande attaccò le file nemiche con 6 o 7 cavalieri di scorta; le truppe veronesi, appena giunte sul posto, seguirono il suo esempio e riuscirono a mettere in fuga i padovani. Ormai Cangrande era alle porte di Padova e il 28 gennaio fece distruggere circa 500 case e palazzi dei sobborghi di Padova; nel frattempo arrivarono 360 cavalieri inviati dai Visconti, oltre a truppe del duca di Carinzia e dei Castelbarco: ormai l'esercito di Cangrande era costituito da ben 3000 cavalieri e 15000 fanti.
Il 9 febbraio le truppe erano pronte e schierate per l'assedio, pronte a ricevere gli ambasciatori padovani per l'ultima trattativa, dopo che numerose altre erano state inutili. Padova accettò infine di cedere Monselice, Montagnana, Este e Castelbaldo in cambio della pace. Inoltre si impegnava a reintegrare tutti coloro che erano stati cacciati da Padova (cioè i ghibellini), risarcirli e consentire loro di partecipare alla vita pubblica. La pace venne annunciata il 12 febbraio, e a Pasqua gli esuli poterono rientrare in città: iniziarono però di nuovo lotte cruente all'interno della città tra le varie famiglie.

#### Prima guerra contro Treviso
Finita la guerra nella marca trevigiana, Cangrande riprese la lotta contro i guelfi ad occidente, in particolare contro Brescia e Cremona. Cremona capitolò nell'aprile 1318 e finì in mano alla fazione ghibellina, grazie all'importante aiuto dei Visconti e degli Scaligeri, e ad agosto, grazie a Cangrande, la signoria della città venne affidata a Passerino Bonacolsi, il quale poco prima aveva perso Modena per una sollevazione guidata dai Mirandola. Cangrande tentò la riconquista della città, ma con Modena si schierò anche Bologna, e così decise di lasciare per il momento perdere. Intanto arrivò a Cane la scomunica del papa, a seguito del suo persistente rifiuto di rinunciare al vicariato imperiale. Decise di dedicarsi alla riforme interne, rivedendo gli statuti comunali, riordinando l'amministrazione e sopprimendo abusi ancora esistenti; i nuovi statuti veronesi erano composti da cinque libri. Il commercio, l'artigianato e le professioni vennero regolati da quattro libri, gli statuta domus mercatorum.

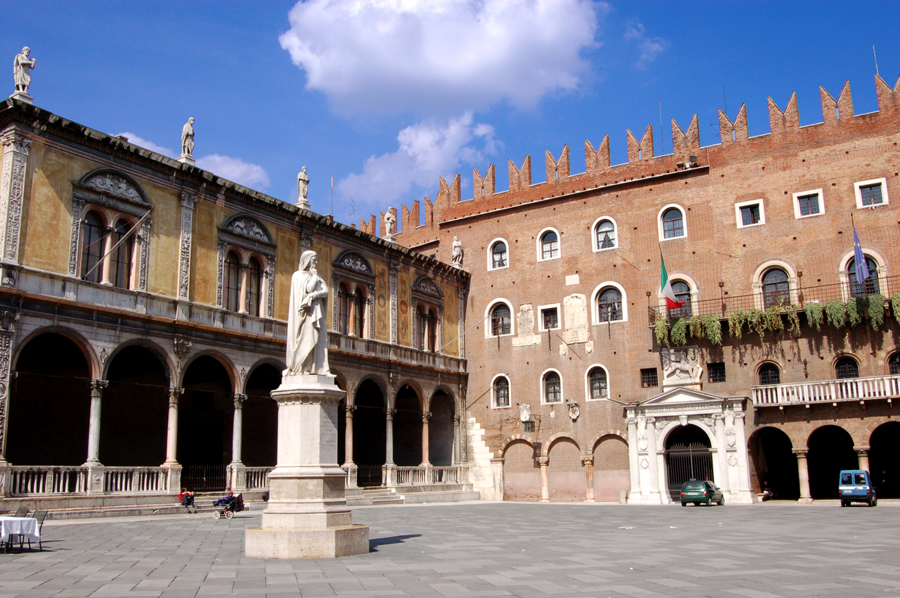
Piazza dei Signori, allora centro del potere, con la statua di Dante, il Palazzo del Governo e la loggia del Consiglio. Lo stesso Cangrande risiedette presso il palazzo del Governo

Le corporazioni delle arti e mestieri a Verona erano rappresentate dalla Domus Mercatorum (casa dei mercanti). Essa occupava un ruolo primario nella vita cittadina durante il Comune, mentre durante la signoria scaligera le sue competenze furono concentrate al commercio e alla manifattura, anche se conservava grande influenza. Podestà della casa venne nominato anche Cangrande, per il quale incarico riceveva un onorario annuo di 1000 piccoli denari veronesi. Egli doveva fare da giudice nella controversie e cause tra commercianti secondo gli statuti vigenti; inoltre aveva diritto ad eleggere un suo supplente, che riceveva un compenso di 10 piccoli denari veronesi. Grazie ai privilegi che comportava la carica, poté rivedere gli statuti della domus mercatorum, che furono approvati il 18 luglio 1319.
Verona era allora un emporio di merci per via della sua collocazione strategica a metà del corso dell'Adige e grazie ai rapporti di amicizia con Venezia, anche se si erano in parte degradati con l'espansione veronese, per via dei timori veneziani. Continuava comunque a sussistere la reciproca difesa degli interessi commerciali, ed i veronesi, come avevano sempre fatto, non negarono la presenza di un console, eletto dal doge, che aveva il compito di controllare le merci veneziane. Anzi la Serenissima Repubblica aveva conferito importanti cariche ai veronesi ed ampliava i suoi interessi economici nella città: dunque vi fu uno sviluppo economico oltre che territoriale. Anche la scienza e l'arte ricevettero un forte impulso, e, grazie alle importanti figure che Cangrande riusciva a raccogliere di fianco a sé, anche gli studi di giurisprudenza, storia e medicina ebbero notevoli rappresentanti.
Cane riuscì ad avere assicurazioni da Giacomo da Carrara che Padova sarebbe rimasta neutrale nella sua guerra contro Treviso, dove, inoltre, egli stava preparando una congiura. Come si vede anche in questo caso ebbe una notevole influenza sulla città patavina a causa della sua amicizia con la famiglia dei Carraresi, che era diventata la famiglia dominante in città. Egli aveva inoltre informalmente cementato la sua alleanza con i Carraresi alla fine del 1318, fidanzando il suo dodicenne nipote Mastino II con Taddea, figlia di Jacopo Da Carrara. E il 2 ottobre 1318 Uguccione della Faggiola, con 1000 fanti e 500 cavalieri, mosse verso Vicenza. Per via del mal tempo però tardarono ad arrivare a Treviso, dove le porte furono aperte, fino a quando le sentinelle non se ne accorsero e le chiusero. Uguccione dovette quindi ritirarsi nella vicina Bassano.
Da qui poi conquistò alcune fortezze, mentre Treviso mandava legati in cerca d'aiuto in altre città. Il 6 ottobre Cangrande raggiunse l'amico, mentre Guecellone VII da Camino, in lotta con i trevigiani, gli consegnò le importanti fortezze di Soligo, Vidor, Ceneda, Oderzo e Ponte di Piave: Treviso si trovava quindi isolata, e dovette chiedere la mediazione del doge veneziano. I messi veneziani incontrarono lo scaligero presso Spinea per aprire le trattative di pace. Cangrande esigeva la capitolazione di Treviso ma la richiesta venne respinta, anche perché la città era ben difesa e non voleva perdere la propria indipendenza.
Cangrande, Uguccione, Enrico di Gorizia e Guecello da Camino attaccarono e devastarono alcuni sobborghi di Treviso. Nonostante ciò la città resisteva e così cominciarono le devastazioni della pianura trevigiana, esclusa Conegliano, che era l'unica città a resistere. Durante un nuovo attacco a Treviso lo stesso Cangrande venne ferito ad una spalla da una freccia. La città era però in serio pericolo, perciò decise ad affidarsi all'imperatore Federico il Bello, che però accettò di dare loro protezione solo nel caso avessero accettato un vicario imperiale, cosa che fecero. L'imperatore mandò messi a Cane, che però non accettò di ritirarsi, e tornò a Vicenza solo il 2 dicembre 1318, dopo aver razziato il territorio trevigiano. Cane non era preoccupato dell'imperatore, dato che era già impegnato militarmente con Ludovico il Bavaro, mentre i mesi invernali passavano, su quel fronte, relativamente tranquilli.
Cangrande si impegnò contro i guelfi genovesi, che avevano preso il potere dopo anni di lotte con i ghibellini, insieme a molte città ghibelline del nord Italia. Dopo che Roberto di Napoli cercò di portare dalla sua parte lo scaligero con grandi concessioni, e questi rifiutò, Matteo Visconti convocò a Soncino per il 16 dicembre 1318 una grande dieta ghibellina, nella quale Cangrande venne nominato Capitano Generale, tanto che nei documenti porta il titolo di Capitaneus et rector societatis et unionis dominorum et fidelium in Lombardia. Questa carica comportava numerosi diritti e doveri. L'assedio di Genova con l'esercito della Lega Ghibellina riprese nell'estate del 1319. Intanto lo scontro tra la fazione guelfa e ghibellina diventava sempre più aspro, e i guelfi bresciani riportarono alcuni successi.
La guerra con Treviso era finita nell'inverno 1318 senza un vero trattato di pace, e con l'inizio del nuovo anno i trevigiani accettarono la nomina di un vicario imperiale in cambio della protezione dell'imperatore Federico: il nuovo vicario chiese allo scaligero la restituzione dei castelli conquistati, ma egli non accettò, anche se decise di firmare una tregua momentanea, sottoscritta anche da Guecellone VII da Camino. Nel frattempo i trevigiani richiesero all'imperatore delle truppe ausiliarie, anche perché la città era ormai in buona parte con Cangrande.
Anche lo stesso Cangrande era in contatto con l'imperatore, molto probabilmente per farsi confermare la carica di Capitano Generale della fazione ghibellina: le trattative non ebbero successo, dato che l'imperatore pretendeva la restituzione dei castelli trevigiani. Fu a causa di questa questione che Cane decise di dare il suo supporto all'altro pretendente imperatore, Ludovico il Bavaro, con il quale era accomunato dal difficile rapporto con il papa Giovanni XXII, che appoggiava Federico e l'indipendenza trevigiana. E, a conferma di ciò, il 6 aprile 1318 il papa aveva scomunicato Cangrande (oltre ai Visconti) poiché non aveva rinunciato al vicariato imperiale.
Nella primavera dell'anno seguente fu comminata allo scaligero ed ai suoi alleati (il conte di Gorizia e Guecello da Camino) una nuova punizione da parte del papa, che sarebbe diventata definitiva se essi non avessero restituito i territori trevigiani: beffandosi di ciò Cangrande, finito l'armistizio, a marzo riprese la guerra con Treviso. L'esercito veronese arrivò fino ai sobborghi della città, dove vinse una battaglia. Fu in quei momenti che i trevigiani vennero a sapere che l'imperatore non poteva mandare loro truppe, in quanto era già impegnato contro Ludovico il Bavaro, e che aveva nominato vicario della città il tanto odiato Enrico di Gorizia: a questo punto Treviso era pronta a firmare la pace a qualsiasi condizione.
Spettò ancora a Venezia condurre le trattative di pace: fu concesso il ritorno a Treviso degli esuli, Asolo e Montebelluna furono occupate dalle forze veronesi, che ricevevano tra l'altro un'indennità annua per la loro gestione. Poco prima della firma del contratto si venne a sapere in città che Conegliano era circondata dalle truppe di Guecello da Camino, e la prospettiva di perdere quella importante città, li obbligò ad accettare il vicariato del conte di Gorizia. Egli, che fino ad un momento prima era alleato di Cane, gli chiese la cessazione delle ostilità in nome di Federico: il principe accettò, ma lasciò le sue truppe in territorio trevigiano.

#### Terza guerra contro Padova

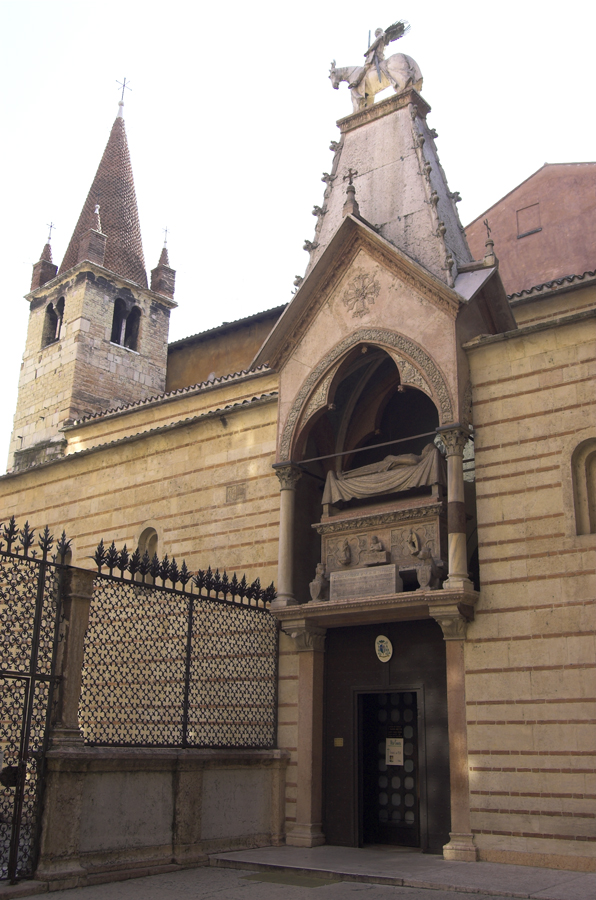
Verona, l'arca di Cangrande sopra l'entrata della chiesa di Santa Maria Antica, sormontata dalla copia della statua equestre.

Cangrande, finita la guerra con Treviso, cominciò a prepararsi per un nuovo scontro con Padova: per prima cosa fece promettere al conte di Gorizia di rimanere neutrale in caso di guerra tra Padova e Verona (l'accordo venne raggiunto nell'ottobre 1319). Già a luglio però Cane inviò una lettera a Giacomo I da Carrara, in cui gli chiede di richiamare i padovani ghibellini esiliati, ed egli rispose che non avrebbe negato il rientro dei cittadini, intuendo che il principe veronese cercava un casus belli per iniziare una nuova guerra. Nonostante la risposta Cane preparò l'esercito formando due grandi reparti, di cui uno affidato al Nogarola, che aveva l'ordine di marciare su Cittadella e Bassano per conquistare le importanti fortezze e distrarre una parte consistente delle forze padovane. L'altro reparto era invece comandato dallo stesso Cangrande e da Uguccione: essi arrivarono, ad inizio agosto, nei sobborghi di Padova.
La città patavina non era però ancora pronta alla guerra, dato che il Carrara pensava di poter giungere ad una pace definitiva, mentre, nel frattempo, lo scaligero fortificava un accampamento fuori città e devastava i dintorni di Padova, in modo da tagliare i rifornimenti della città. Parte della popolazione del contado si rifugiò a Padova, causando così carestia e malattie, e Cangrande deviò il Brenta, togliendo così alla città anche l'acqua. Gli Estensi si allearono con Cangrande e conquistarono alcuni borghi soggetti a Padova, mentre i padovani cercarono di avere l'appoggio del conte di Gorizia, che diede notizia dei suoi contatti con Padova allo scaligero, che gli promise, così, alcuni paesi in cambio di un suo contingente di truppe. Padova era ormai nel panico, tanto che fece bruciare alcuni villaggi in modo da rallentare l'avanzata delle truppe del conte di Gorizia, mentre, intanto, gli ambasciatori patavini tentavano di venire alla pace con Cangrande: egli voleva in cambio le dimissioni di Giacomo da Carrara, il richiamo in città degli esuli e il congedo dei soldati; con queste condizioni Padova sarebbe caduta senza combattere nelle mani nemiche.
Date le dure condizioni, i padovani preferirono accettare la proposta di Enrico di Gorizia, che prometteva ai padovani la riconquista di Rovigo, Montagnana, Monselice ed altri castelli in cambio della signoria di Padova in nome di Federico d'Austria. Fingendo la prosecuzione dei rapporti amichevoli con Cangrande, il conte inviò al suo accampamento l'esercito, per cercare di catturare lo stesso Cangrande. Lo scaligero scoprì però l'intrigo, e punì severamente i colpevoli. In autunno Cittadella e Bassano caddero finalmente in mano scaligera, aumentavano però le preoccupazioni di Treviso e Padova, che continuavano le trattative con i veronesi. Il 4 novembre Enrico assunse il governo di Padova, come era stato deciso, così il giorno successivo Cane spostò più a nord l'accampamento, in modo da chiudere il collegamento tra Treviso e Padova: il conte aveva però già reclutato un forte esercito composto da Ungari, Tedeschi e Slavi, che vennero fermati però dal periodo invernale, e Padova si trovava così sul punto di crollare per via delle discordie interne e della guerra.
Federico d'Austria inviò un legato per trattare la pace con Cangrande, il quale ottenne che, momentaneamente, il vicariato di Padova sarebbe stato dato allo stesso ambasciatore, mentre le altre questioni sarebbero state trattate nella dieta di Bolzano; fino ad allora Monselice, Montagnana, Castelbado e Bassanello sarebbero rimasti in mano scaligera: fu quindi firmato l'armistizio. Tutte le principali fortezze padovane, esclusa Bassano, erano ormai in mano di Cangrande, e la stessa Padova era allo stremo. L'amico di Cangrande Uguccione della Faggiola si era, però, ammalato durante l'assedio ed era morto a Vicenza il 1º novembre 1319: venne quindi portato a Verona, dove dopo un solenne funerale, venne sepolto.
L'imperatore non poté partecipare alla dieta di Bolzano e chiese una proroga della tregua, richiesta insoddisfacente per Cane, che riprese dunque i preparativi di guerra. Egli rinnovò l'alleanza con Guecello da Camino, che nel frattempo era diventato signore di Feltre e Belluno. Il 13 marzo Cangrande era già riuscito ad entrare ad Asolo mentre Guecello, con l'aiuto di Cecchino della Scala, conquistò Montebelluna il giorno successivo: i trevigiani erano ormai senza difese, e come contromisura cautelativa decisero di esiliare tutti coloro che si erano macchiati nel tempo di tradimento. Chiesero nuovamente truppe a Federico d'Austria, ma a fine marzo giunse la notizia che Cane aveva lasciato il territorio trevigiano per assediare Padova, anche se a nord Guecello spesso sconfinava nel loro territorio e si dava alla razzia. Federico, date le inquietanti notizie che giungevano da Padova e Treviso, si convinse a dichiarare guerra a Cangrande. Prima, però, volle convocare a Bolzano il Signore veronese per parlare insieme a lui: Cane partì a maggio scortato da 600 cavalieri e 1000 fanti e si accampò temporaneamente a Trento, dove si incontrò con il fratello dell'imperatore.
Il fratello informò l'imperatore dell'incontro avuto con lo scaligero (non si sa cosa sia stato detto nella riunione), ed egli decise di punirlo. A fine maggio 1320 Enrico di Gorizia arrivò a Treviso con 500 cavalieri per prepararsi alla guerra con Verona. Ai primi di giugno i soldati veronesi tentarono l'assalto di Padova, ma, quando erano ormai quasi riusciti ad entrare in città, un soldato si accorse della loro presenza: subito le campane furono fatte battere a martello; l'esercito locale riuscì velocemente a raggrupparsi ed a respingere l'assalto veronese. Fallito l'assalto, Cane decise di ridurre alla fame gli assediati tagliando i rifornimenti per la città.
In un momento di assenza di Cangrande i padovani tentarono un assalto esterno contro le truppe veronesi, ma persero la battaglia e dovettero ritirarsi nuovamente in città; in un secondo attacco i padovani riuscirono però a catturare ben quattordici gonfaloni scaligeri. Vista la cocente sconfitta Guecello da Camino firmò la pace con i padovani, abbandonando così l'alleato veronese. Cangrande dovette abbandonare velocemente Vicenza per raggiungere il luogo della sconfitta, dove fece velocemente riparare le fortificazioni. La città era affamata, ma il conte di Gorizia riuscì a raggiungerla con truppe fresche, e poté così attaccare nuovamente i nemici: Cangrande stava già attaccando, così il conte riuscì a sorprendere l'accampamento, quasi sguarnito. Da qui attaccò poi Cangrande, che, messosi alla testa di alcune truppe, attaccò il nemico, ma venne ferito alla gamba da una freccia, mentre la maggior parte dell'esercito era in ritiro verso Vicenza. Dovette quindi darsi alla fuga pure lui (riuscì a coprire parte del viaggio grazie ad un contadino con cui aveva cambiato il suo cavallo stremato con uno da tiro).
I padovani riuscirono a riconquistare Bassano e gli altri castelli scaligeri in territorio padovano. Lo scontro si concentrò a Monselice, dove si erano ritirate le truppe veronesi: l'assedio non ebbe esito positivo grazie alla resistenza della guarnigione veronese. Il 27 agosto Cangrande era tornato a Monselice, da dove chiese aiuto agli alleati ghibellini e fece condannare a morte i responsabili del reparto militare che aveva disertato durante la battaglia di Padova. Nell'estate 1320 Cane e i suoi seguaci erano stati nuovamente scomunicati per aver conservato il titolo di vicario imperiale, proprio nel momento in cui Padova e Treviso si preparavano ad attaccarlo: successivamente il papa Giovanni XXII autorizzò a sciogliere dalla scomunica chi avesse rifiutato di obbedire al veronese; il papa sperava in questo modo di piegare Cangrande al suo volere. In questa situazione così difficile Cane dovette negoziare segretamente la pace con Padova.
In breve riuscirono ad accordarsi: dovevano essere scambiati i prigionieri e le fortezze di Monselice, Este, Montagnana e Castelbaldo sarebbero state dello scaligero fino a quando Federico d'Austria non avesse emesso la sua decisione, mentre Cittadella tornava a Padova e Bassano a Vicenza (e quindi a Cangrande), ed Asolo e Montebelluna a Enrico di Gorizia. Il trattato di pace venne firmato alla fine dell'ottobre 1320. Con quella vittoria Treviso e Padova ebbero molti vantaggi, ma per contro la loro forza militare era drasticamente diminuita, dato che il territorio vicentino e quello veronese non erano stati nemmeno sfiorati dalla guerra, mentre quello padovano e trevigiano erano devastati. Con questa pace finiva la peggiore esperienza bellica di Cangrande. I padovani quindi, diffidando del loro salvatore Enrico II di Gorizia e ansiosi di sbarazzarsi del suo esercito di mercenari, accettarono i termini della resa, non particolarmente sfavorevoli a Cangrande.

#### Conquista di Feltre e Belluno
La pace lasciava in mano di Cangrande quattro fondamentali fortezze padovane oltre a Bassano, fondamentale poi come base per le operazioni belliche. Il 27 gennaio 1321 Guecello da Camino venne assassinato dall'omonimo nipote e iniziarono così lotte intestine per la conquista del potere a Feltre. Uno di coloro che complottavano per impadronirsi del potere si mise d'accordo con Cangrande: allo scaligero sarebbe andata la signoria della città se egli avesse avuto il titolo di vescovo della città. L'11 febbraio Cane inviò le truppe vicentine nella città, che fu conquistata facilmente, mentre il nuovo Guecello fuggiva a Belluno, dove però la situazione non era per lui migliore, anche per via dei tentativi di Cane di far sollevare la popolazione, stanca del crudele regime. Il comandante di Feltre venne mandato con le truppe vicentine e veronesi a Belluno, dove era ormai pronta la congiura contro il Da Camino: il 23 ottobre Belluno venne conquistata senza spargimenti di sangue, se non quello dei guardiani di una porta uccisi dai congiurati. L'ampliamento del territorio con Feltre, Belluno e Serravalle era un fatto estremamente positivo per Cangrande, poiché aveva una nuova base per le operazioni contro il territorio trevigiano.
Il 24 aprile 1323 moriva anche Enrico di Gorizia, che tanti problemi aveva dato allo scaligero, che poteva così sperare nella conquista di Castelfranco Veneto: il 20 marzo 1324 mosse contro la fortezza, dopo aver ordito un complotto per impadronirsene, il quale venne però sventato: iniziarono così scorrerie dei soldati lungo il Piave. Queste scaramucce erano una tattica di Cane per sgretolare lentamente il territorio nemico. Treviso era ormai circondata, e solo una lingua di terra permetteva un collegamento con il Friuli. Sia a Padova che a Treviso vi erano forti tensioni interne, e solo nell'estate 1324 riuscirono ad allearsi, dopo una carestia, insieme ai tedeschi, sperando così di contrastare Cangrande.

#### Ritorno all'azione

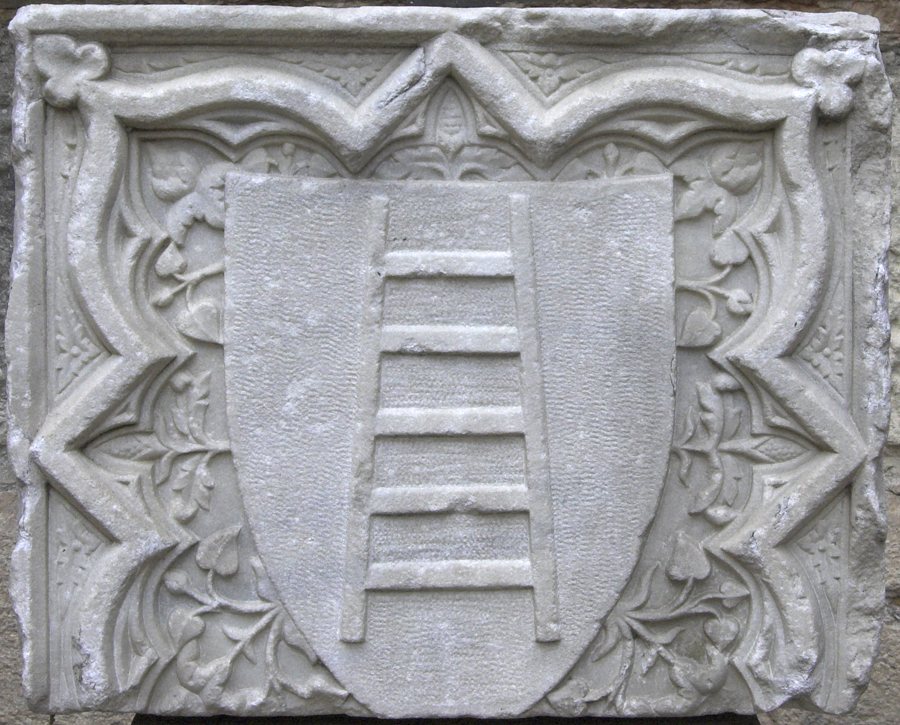
Fregio con lo stemma degli Scaligeri

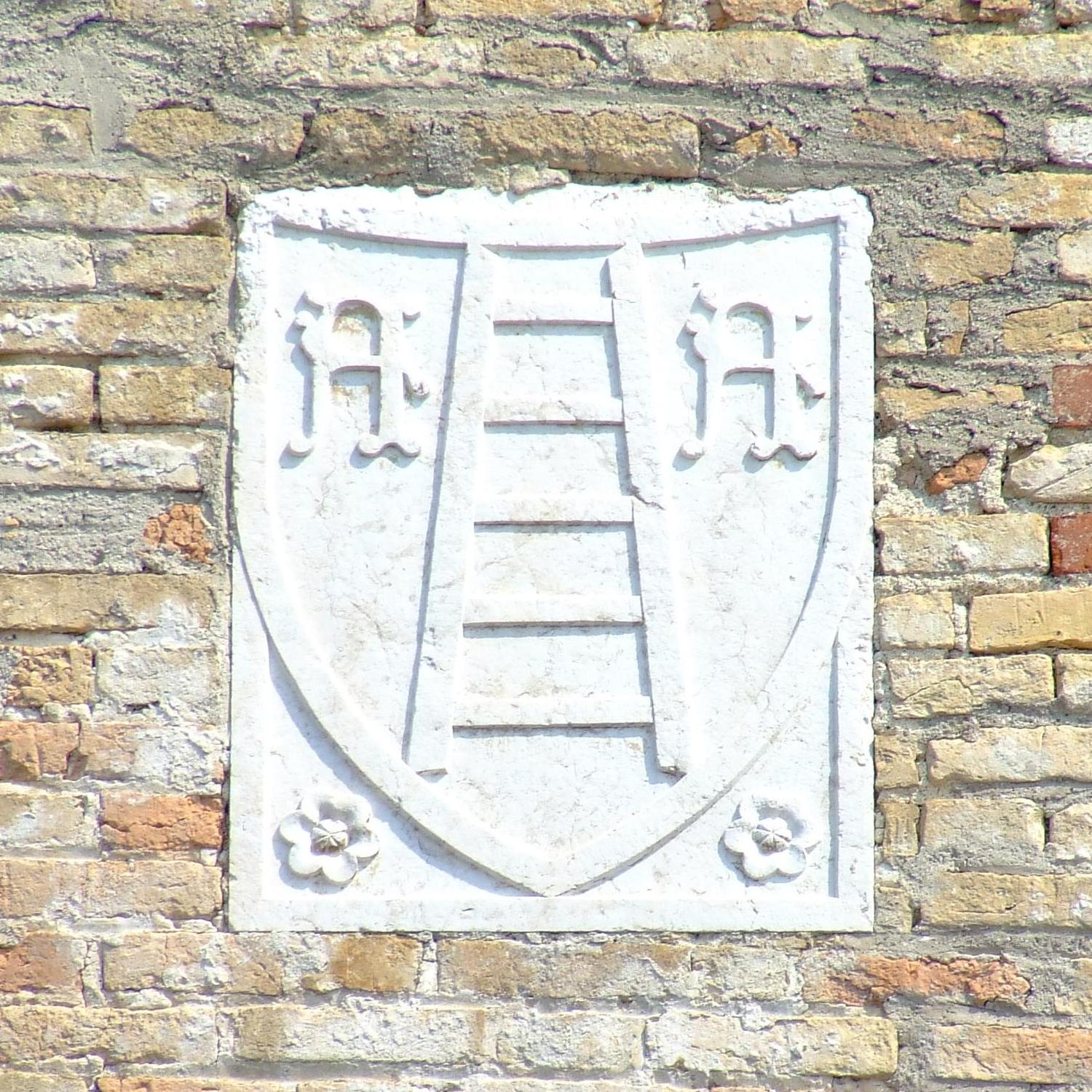
Stemma degli Scaligeri presente nel castello di Sirmione

Nell'autunno 1322 Cangrande rinnovò la sua alleanza con Passerino Bonacolsi nel tentativo di riportare i ghibellini esuli a Reggio Emilia. Promise la sua fedeltà a Luigi IV di Baviera dopo la sua vittoria su Federico I d'Asburgo nella battaglia di Mühldorf nel settembre 1322, e, nel giugno 1323, diedero vita ad un'alleanza con lui, Bonacolsi e gli Estensi di Ferrara in aiuto dei Visconti di Milano. Consapevole del fatto che Padova aveva cercato di recuperare alcuni dei suoi ex possedimenti con la forza, trascorse la primavera del 1324 a rafforzare le difese, incominciando dalle mura di Verona.
Tuttavia l'indisciplinato esercito di mercenari di Enrico di Carinzia e Tirolo, acquisito da Padova, non costituiva una grave minaccia e Cangrande sarebbe stato presto in grado di comperarlo. Con Enrico Cangrande andò nuovamente all'attacco di Padova, nei primi mesi del 1325, ma Luigi IV di Baviera, l'imperatore eletto, gli ordinò di fare una tregua e di restituire alcuni territori a Padova. Intanto a febbraio morì Chichino, figlio del fratello Bartolomeo della Scala, che gli lasciò un cospicuo patrimonio (salvo delle terre al figlio Giovanni), dato che i rapporti tra Cangrande e Chichino erano molto stretti: Cangrande lo tenne in casa alcuni anni e lo volle a fianco a lui alla firma di importanti alleanze e trattative. Probabilmente Cangrande pensava a lui come suo successore.
In giugno e luglio 1325 Cangrande combatté a Modena per la causa ghibellina, ma dovette affrettarsi a tornare a Vicenza dove, un grande incendio, aveva distrutto una parte significativa della città. Lì si ammalò e dovette ritirarsi a Verona, dove una voce avversaria dichiarò che era sul punto di morire. A questo suo cugino Federico della Scala, il fu salvatore di Verona nell'attacco padovano del giugno 1314 e podestà di Vicenza, cercò di impadronirsi del potere, ma i mercenari di Cangrande lo fermarono. Quando Cangrande recuperò la salute e le energie bandì Federico e tutta la sua famiglia dalla città, i suoi beni furono requisiti, e il suo castello a Marano venne raso al suolo.

#### Intrighi e tradimenti
Cangrande recuperò abbastanza bene e prese parte alla campagna che si è conclusa in una grande vittoria sui guelfi bolognesi a Monteveglio insieme a Passerino Bonacolsi, nel novembre 1325. Tuttavia sembrò aver allontanato il suo vecchio alleato, forse offeso da Passerino, favorì gli Estensi di Ferrara, con la cui famiglia vi fu un matrimonio. Nonostante la vittoria di Monteveglio e il trionfo di Castruccio Castracani sui guelfi fiorentini ad Altopascio la fazione guelfa era ancora forte, e il papa e Roberto di Napoli inviarono a Verona, nel luglio 1326, un'ambasciatura, nel tentativo di spezzare la fedeltà di Cangrande al Sacro Romano Impero di Luigi IV di Baviera: tuttavia, quando Luigi scese in Italia nel gennaio 1327, Cangrande fu uno dei primi a inviargli degli omaggi.
Egli tentò ma non riuscì ad ottenere il vicariato di Padova dall'imperatore, ma venne confermato come vicario imperiale di Verona e Vicenza, e divenne vicario imperiale di Feltre, Monselice, Bassano del Grappa e Conegliano. Il 31 maggio Luigi venne incoronato imperatore a Milano: Cangrande partecipò con ostentata abbondanza, con un corteo di più di mille cavalieri. Il suo obiettivo era quello di impressionare l'imperatore con la sua superiorità rispetto agli altri principi lombardi, ma il risultato più forte fu quello di suscitare gelosia e sospetto tra i Visconti. Tornato a Verona nel giugno 1327 si coinvolse nella revisione degli statuti cittadini.

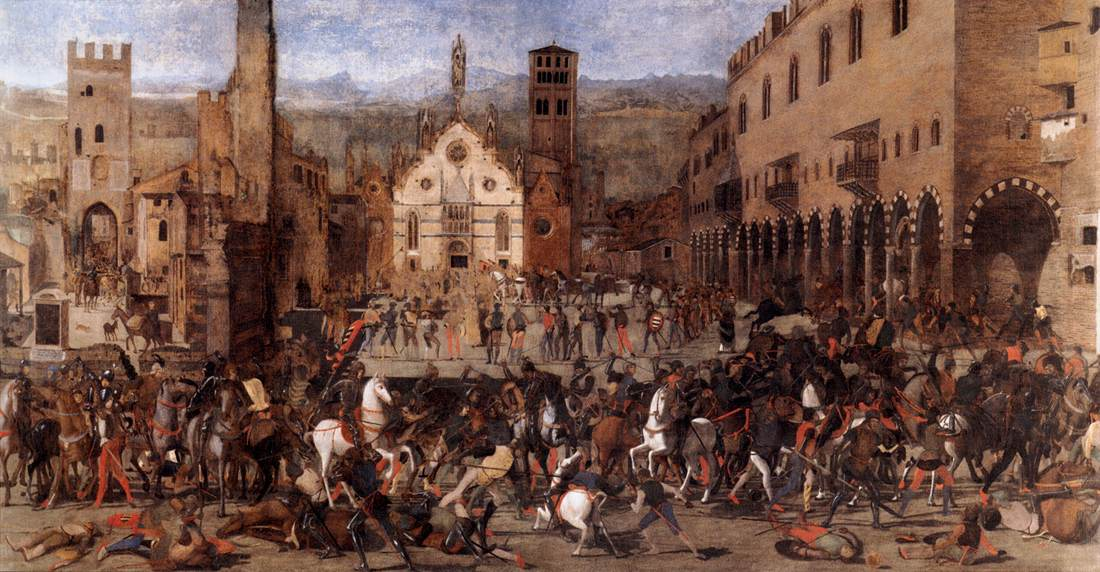
Domenico Morone, la Cacciata dei Bonacolsi da Mantova, Palazzo Ducale

#### A Mantova coi Gonzaga
Il 16 agosto 1328 Cangrande sostenne un colpo di Stato a Mantova, in cui il suo vecchio alleato Rinaldo Bonacolsi venne ucciso e la sua famiglia fu soppiantata dai Gonzaga. Cangrande in questa occasione fu brutalmente pragmatico, ma non si sa se sostenne la fazione vincente (la forza dei Bonacolsi era in declino tanto che persero Modena nel giugno 1327) o se l'allontanamento dal suo vecchio alleato aveva cause più profonde. Le segrete mire dello Scaligero, dopo la nomina nel 1329 di Luigi I Gonzaga a vicario imperiale di Mantova dall'imperatore Ludovico il Bavaro, erano quelle di acquisire il dominio della città virgiliana.

#### Trionfo finale su Padova
Nel settembre 1328 Cangrande prese finalmente possesso di Padova, dopo 16 anni di intermittente ma brutale conflitto. La città era pronta per essere presa, abbandonata dal suo vicario imperiale Enrico di Carinzia e Tirolo e in uno stato di anarchia interna, con Marsilio Da Carrara che lottava per il controllo contro i nobili, ma anche con membri della propria famiglia.
Intanto le forze veronesi sotto il nipote di Cangrande Mastino II della Scala alleate con i padovani esuli (tra di loro il più noto era Niccolò da Carrara, lontano cugino di Marsilio), si accamparono non lontano da Este, divenendo così una minaccia per la città. Di fronte a queste difficoltà Marsilio infine decise di rinunciare alla città: preferiva fare un accordo con Cangrande per mantenere alcuni poteri, piuttosto che rischiare di perdere con la guerra o cercando accordarsi con i padovani esiliati. Cangrande scese a patti e Marsilio fu fatto capitano generale della città, mentre Cangrande cavalcò trionfalmente dentro Padova il 10 settembre 1328, e venne ricevuto con entusiasmo dalla popolazione, che sperava nell'arrivo di un periodo di stabilità.
Per cementare il nuovo ordine costituito la figlia di Jacobo da Carrara Taddea fu fatta promessa sposa Mastino II della Scala: il matrimonio si svolse in un grande Curia di Verona nel novembre 1328. Questo fu il più significativo trionfo di Cangrande, era visto come un enorme contributo per la causa ghibellina, che era stata indebolita dalla morte di Castruccio Castracani anni prima. Anche le città sotto il controllo guelfi, come Firenze, scrisse per congratularsi con Cangrande e, nel marzo 1329, fu fatto cittadino di Venezia, un onore concesso raramente.

#### Conquista di Treviso e morte
Nella primavera del 1329 Cangrande riuscì ad ottenere il titolo di vicario imperiale di Mantova dall'imperatore, intendendo così muovere contro il potere dei Gonzaga nella città. Quei piani furono per il momento fermati da un cambiamento di governo a Treviso, che creò numerosi esuli disposti ad aiutarlo a conquistare la città, in cambio del loro ripristino in città. Crearono quindi dei tumulti nella città, così il 2 luglio 1329 Cangrande lasciò Verona per l'ultima volta e, nel giro di pochi giorni, con un grande esercito mise l'assedio a Treviso. L'assenza di rifornimenti e l'assenza di aiuto esterno portò il capo della città Guecello Tempesta ad arrendersi, contando sulla nota generosità di Cangrande verso chi si sottometteva.

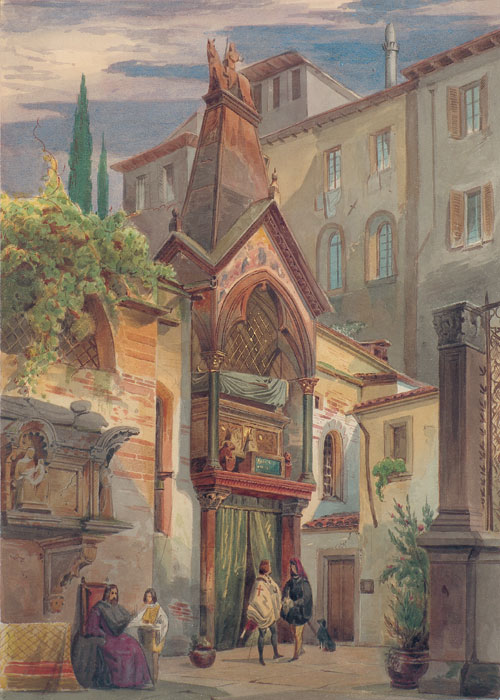
La tomba di Cangrande in un dipinto ottocentesco di Eduard Gerhardt

La conquista di Treviso avvenne quindi senza particolari spargimenti di sangue, anche perché lo scaligero aveva predisposto un esercito imponente: Cane diede il comando generale dell'esercito a Marsilio da Carrara (acerrimo nemico di Guecellone Tempesta), anche se mantenne parzialmente autonomi il contingente vicentino, comandato dal fidato Nogarola, e i contingenti veronesi, padovani e bellunesi-feltrini. Da parte trevigiana prevalse l'orientamento all'assoggettamento, anche se vi fu qualche scaramuccia, come testimoniano i prigionieri presi dai veronesi.
Guecellone Tempesta dovette trattare la resa il 17 luglio 1329: una clausola del trattato salvaguardava, tra l'altro, i diritti di Guecellone sul castello di Noale, mentre il territorio trevisano passava sotto la giurisdizione di Cangrande. La mattina del 18 luglio Cangrande poté entrare a Treviso su un cavallo bianco e con un bastone in pugno: era il coronamento della sua lunga lotta per soggiogare la Marca Trevigiana. Poco dopo, cadde malato in maniera grave. Egli sostò quindi al vescovado, dove rimase per tre giorni mentre era malato. In uno dei pochi provvedimenti che emanò durante la malattia viene esplicitato il rispetto dell'ideologia guelfa di Treviso: questa scelta può essere interpretata come un atto di estrema saggezza per riconciliare la città veronese con quella trevigiana, oppure come frutto di una trattativa durante la sua agonia.
La morte avvenne nella mattina del 22 luglio nelle stanze del vescovado. Il giorno successivo Verona era già stata avvertita della morte del suo Signore, e la procedura del conferimento dei poteri ebbe inizio: Alberto II e Mastino II seguirono le tre tappe, che consistevano nelle delibere del collegio degli anziani e gastaldioni, del consiglio del Comune, e nella rettifica dell'arengo.
La salma di Cangrande, trasportata da un carro con quattro cavalli, raggiunse Verona nella tarda serata del 23 luglio, ma, dato che le porte erano chiuse, il cadavere fu ospitato per la notte nella chiesa dell'ospedale di Sant'Apollinare alla Peccana, fuori Verona. Presso Sant'Apollinare il corpo di Cangrande apparve già con i primi segnali di putrefazione, mentre il ventre si presentava gonfio: il corpo venne quindi risanato con balsami ed essenze, mentre i sarti confezionarono una bara coperta di seta. Il corpo venne vestito con porzioni di vestito, così da restituire l'immagine di un Signore, con la tunica aperta e con un manto, quindi coprirono il corpo con un lenzuolo funebre rigato. Le vesti che indossava il principe ricordavano i colori araldici del Comune e degli Scaligeri, oro ed azzurro, e rosso e bianco. In pratica l'abito non era indossato, ma ricopriva il corpo. Inoltre sono state inserite altre stoffe non coese al corpo: un copricapo in seta, calzari in panno rosso, un cuscino a righe d'argento, e tre teli quadrangolari (la presenza di numerosi tessuti di origine orientale nel sarcofago può essere spiegato dal loro utilizzo in momenti diversi: dopo il funerale il corpo fu portato nella posizione definitiva dopo diverso tempo).

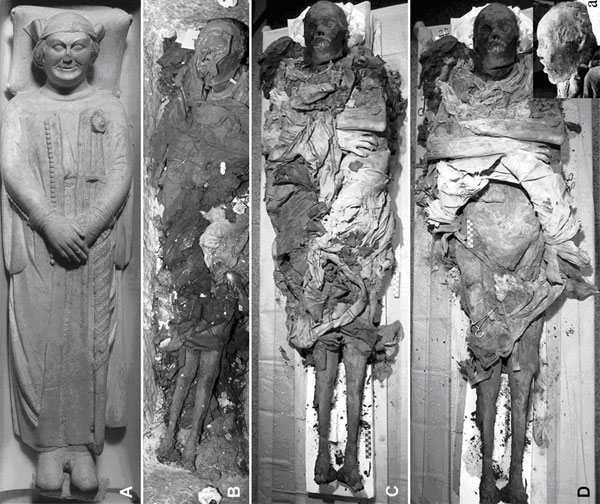
Pietra superiore del sarcofago di Cangrande (A) ed il suo corpo mummificato al momento dell'apertura dello stesso sarcofago (B). La mummia di Cangrande al momento degli esami(C-D)

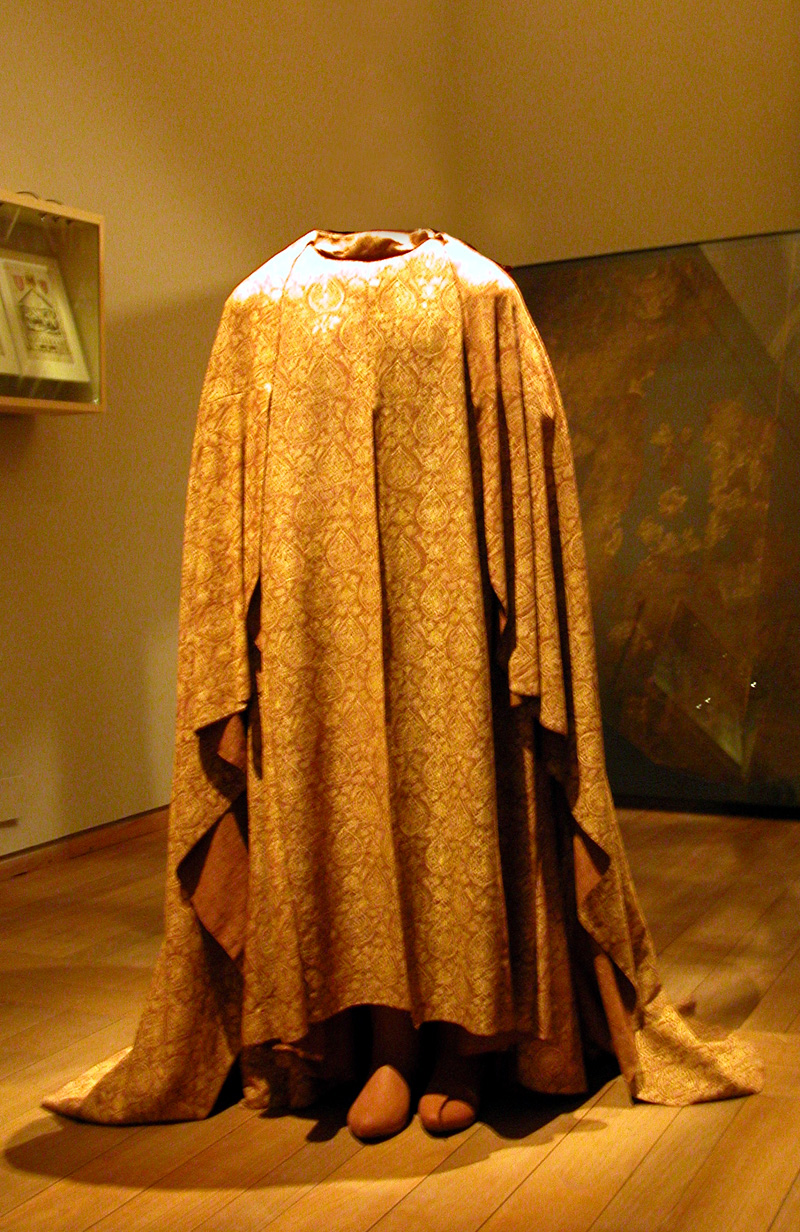
La sontuosa veste che Cangrande indossava nella tomba (ricostruzione)

La mattina del 24 luglio la salma entrò a Verona da porta Vescovo e fu avviato alla sepoltura: il cimiero e la spada sguainata erano esibiti su di un cavallo, la corazza e la barbuta su di un altro, mentre altri dieci cavalli portavano scudi rovesciati e lo stemma della scala: i dodici cavalli erano montati da cavalieri in vesti brune. La funzione religiosa si tenne presso la chiesa di Santa Maria Antica.
Secondo le fonti antiche Cangrande fu inizialmente sepolto presso il complesso delle arche scaligere, dove, come prima tomba, venne utilizzata temporaneamente una di quelle dei predecessori. L'arca commissionata inizialmente per Cane divenne il sarcofago di Alberto I della Scala, come indica la presenza su di esso dell'aquila imperiale. La tomba definitiva venne realizzata in qualche mese da due diverse maestranze: essa venne posizionata sopra l'entrata laterale della chiesa.
(Tratto da Cangrande I della Scala di Hans Spangenberg, trad. di Maurizio Brunelli e Alessandro Volpi)

#### Cause della morte
Sulle cause della morte è prevalsa sino ad oggi la tesi di una morte per cause naturali: le fonti antiche addebitano il malessere all'assunzione, dopo la fatica di una lunga cavalcata sotto il sole estivo, di acqua fredda presso la fontana dei Santi Quaranta (congestione digestiva o shock da freddo). Come sintomo è stata utilizzata l'espressione fluxus ventris, ed in alcuni casi si parla anche di uno stato febbrile. Ciò troverebbe riscontro in un'affezione diarroica, forse dissenteria. Per i contemporanei fu quindi una malattia intestinale la causa della morte di Cangrande, almeno secondo la maggior parte delle fonti. Alcune fonti menzionano l'eventualità di un omicidio per avvelenamento, la qual cosa non stupisce dato che il Signore morì relativamente giovane e in un momento in cui era in buona salute, tanto che Niccolò de' Rossi, poeta guelfo e certamente non amico di Cangrande, scrive:
Questa ultima tesi fu abbastanza trascurata a suo tempo, ma gli esami fatti sul corpo di Cangrande, dopo la riesumazione del 2004, avvalorano questa tesi secondo chi ha condotto lo studio, tesi successivamente scartata da altri scienziati: sono stati infatti rilevati quantità tossiche dei principi attivi della digitale purpurea (o digitalis lanata) che veniva utilizzata come medicina. Alcune prove fanno pensare a un avvelenamento non accidentale, probabilmente avvenuto con il pretesto di curare il malanno che lo aveva colpito bevendo le fredde acque della sorgente prima del suo arrivo a Treviso, infatti un medico di Cangrande venne fatto impiccare dal successore Mastino II, nipote di Cangrande. È stato altresì ipotizzato che il mandante del delitto potesse essere proprio Mastino.
Il sequenziamento del DNA di Cangrande effettuato nel 2021 escluderebbe però definitivamente l'avvelenamento volontario e attribuisce la causa della morte ad una malattia genetica rara, la glicogenosi di tipo II, una miopatia metabolica. Nei casi ad esordio tardivo il quadro clinico presenta scarsa resistenza alla fatica fisica, con difficoltà respiratoria, debolezza muscolare e crampi, fratture ossee spontanee e cardiopatia. La morte è spesso quasi improvvisa per difetto di forza, a rapida insorgenza, del diaframma e degli altri muscoli respiratori. Occorre ricordare che molti Scaligeri sono difatti morti in età abbastanza giovane: in particolare sia Cangrande che i suoi fratelli maggiori Bartolomeo e Alboino (tutti morti di malattia improvvisa rispettivamente a 38, 27 e 34 anni), sia le loro sorelle, e compresi alcuni nipoti e pronipoti come Cansignorio e Antonio. Il medico, nel tentativo di contrastarne la debolezza fisica, somministrò dosi eccessive di digitale (utilizzato come cardiotonico) e questo è il motivo per cui ne vennero trovate le tracce nel 2004. La digitale avrebbe quindi avvelenato involontariamente Cangrande, accelerando la sua morte. Alcune opere storiche hanno messo in luce indizi compatibili con questa patologia genetica, relativi a soste forzate nel corso di tragitti a cavallo abbastanza brevi e improvvisi malesseri, individuando in particolare quattro momenti critici della salute di Cangrande. Gli autori dello studio del 2004 hanno contestato quest'ultima ipotesi, sostenendo che la glicogenosi dell'adulto non porta a una morte improvvisa con quelle caratteristiche, ma colpisce pesantemente più avanti con l'età e avrebbe perlopiù causato una blanda sintomatologia (Cangrande era noto difatti per la sua prestanza fisica); inoltre la digitale al tempo era una pianta conosciuta solo come veleno (l'uso farmacologico risale a diversi secoli dopo) e non si spiegherebbero quindi né le modalità di assunzione né la quantità enorme ritrovata nel corpo e soprattutto nel fegato del signore di Verona.

## Discendenza
Nel 1308 Cangrande sposò Giovanna di Svevia, figlia di Corrado di Antiochia, che a sua volta era nipote dell'imperatore Federico II. L'unione coniugale durò tutta la vita ma non portò alla nascita di eredi legittimi, quindi Cangrande non poté lasciare una continuità diretta al casato e i titoli passarono ai nipoti Alberto II e Mastino II della Scala, figli di suo fratello Alboino. Cangrande ebbe invece ben otto figli illegittimi:
- Gilberto (?-1335)
- Bartolomeo (?-1333)
- Francesco (?-1342)
- Margherita, avuta da Bianca di Pietro delle Passioni[77]
- Franceschina
- Lucia Cagnola
- Giustina
- Alboino (?-1354)

## Aspetti di Cangrande

### Nome
Si sono fatte varie ipotesi sul suo nome: forse fu battezzato Can Francesco in omaggio allo zio Mastino, il fondatore della dinastia, mentre la sua precocità fisica e mentale gli valsero l'appellativo di Cangrande. Il tema canino venne tra l'altro abbracciato con grande entusiasmo e, da Cangrande in poi, venne utilizzato dai Signori di Verona nei nomi, negli elmetti, nei monumenti e nei sepolcri.

Un'altra ipotesi lega il nome alla moda in auge in Italia di dare nomi legati alla nomea dei signori mongoli ilkhanidi di Persia, talché Cangrande significherebbe nient'altro che "Gran Khan".
Ma sembra anche che Cangrande amasse ricondurre l'origine della famiglia ad uno dei capi militari "magici e invincibili", dalla testa di cane, "alleati dei longobardi", da individuare in qualche capo militare àvaro (turco) che, avente appunto il titolo di khan, partecipò alla conquista longobarda (partita dall'attuale Ungheria) dell'Italia. Secondo un altro racconto la madre Verde di Salizzole, prima di darlo alla luce, sognò di partorire un cane che con i latrati riempiva la terra, e per questo Francesco venne detto Can, poiché il cane, nel medioevo, aveva un significato pregevole.

### Aspetto fisico e personalità

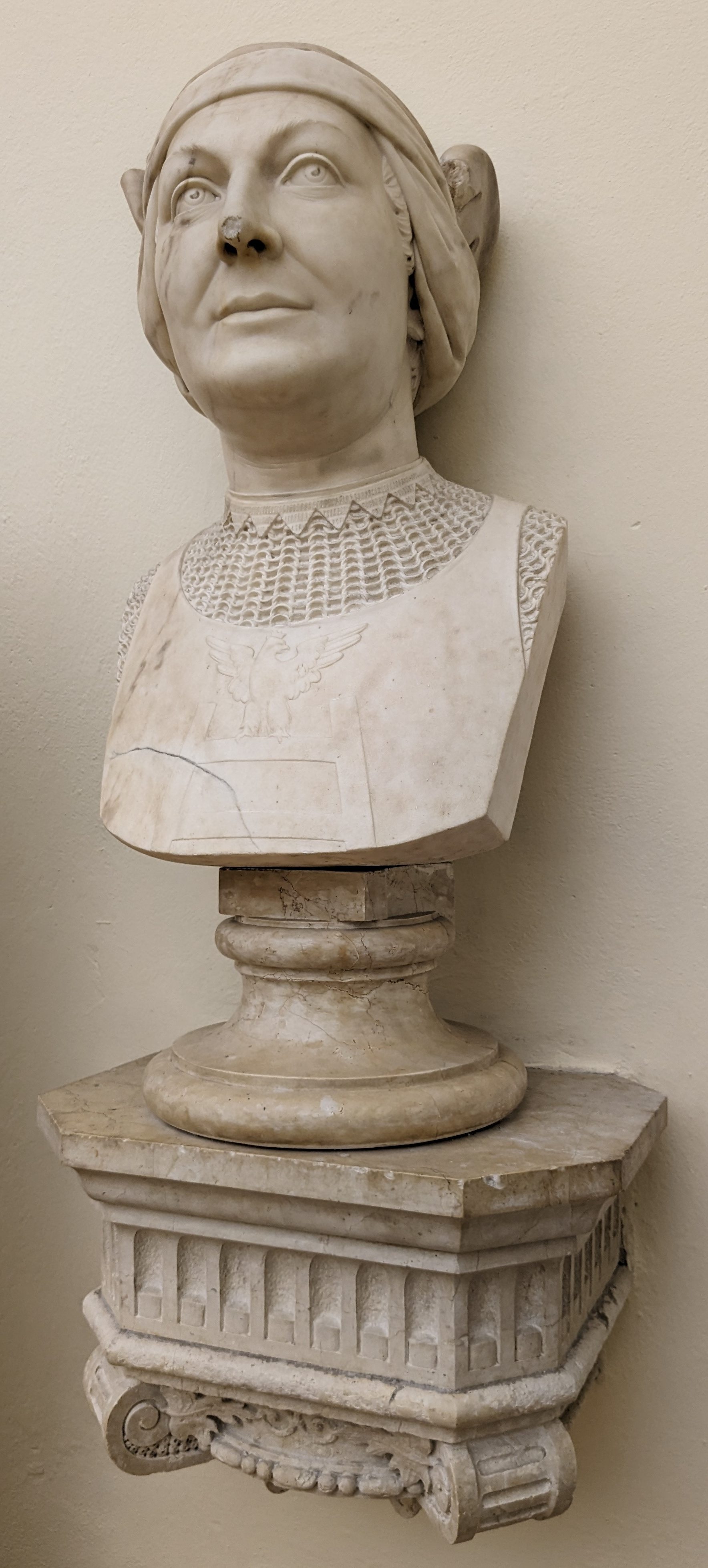
Busto di Cangrande I della Scala, protomoteca della Biblioteca civica di Verona

Nel 2004 venne riesumato il corpo di Cangrande per sottoporlo ad una indagine: si poté misurare la sua altezza in 1,71 m, ma considerando il fisiologico restringimento si può dire che in vita misurasse almeno 1,75 m (un'altezza imponente per il periodo in cui è vissuto); si vide che aveva un viso lungo con una mandibola prominente, e dei capelli ricci di color biondo-castano. Notevole doveva essere la forza fisica, attestata dalle continue campagne militari a cui partecipò e dalla descrizione di storici e poeti contemporanei.
Era conosciuto per la sua giovialità (anche se con un temperamento furioso nelle occasioni in cui qualcosa non andava come voleva lui), disponibile con le persone di tutti i ceti sociali. Egli era un oratore eloquente, tanto che l'argomentazione, le discussioni e il dibattito furono alcuni dei suoi passatempi preferiti, oltre alla caccia. Il suo coraggio in battaglia è ben documentato, e la sua misericordia verso i nemici sconfitti impressionò anche i suoi avversari, tra i quali il padovano, storico e drammaturgo, Albertino Mussato, che ha lodato l'onorevole trattamento di Cangrande nei confronti di Vinciguerra di San Bonifacio dopo il conflitto di Vicenza del 1317.

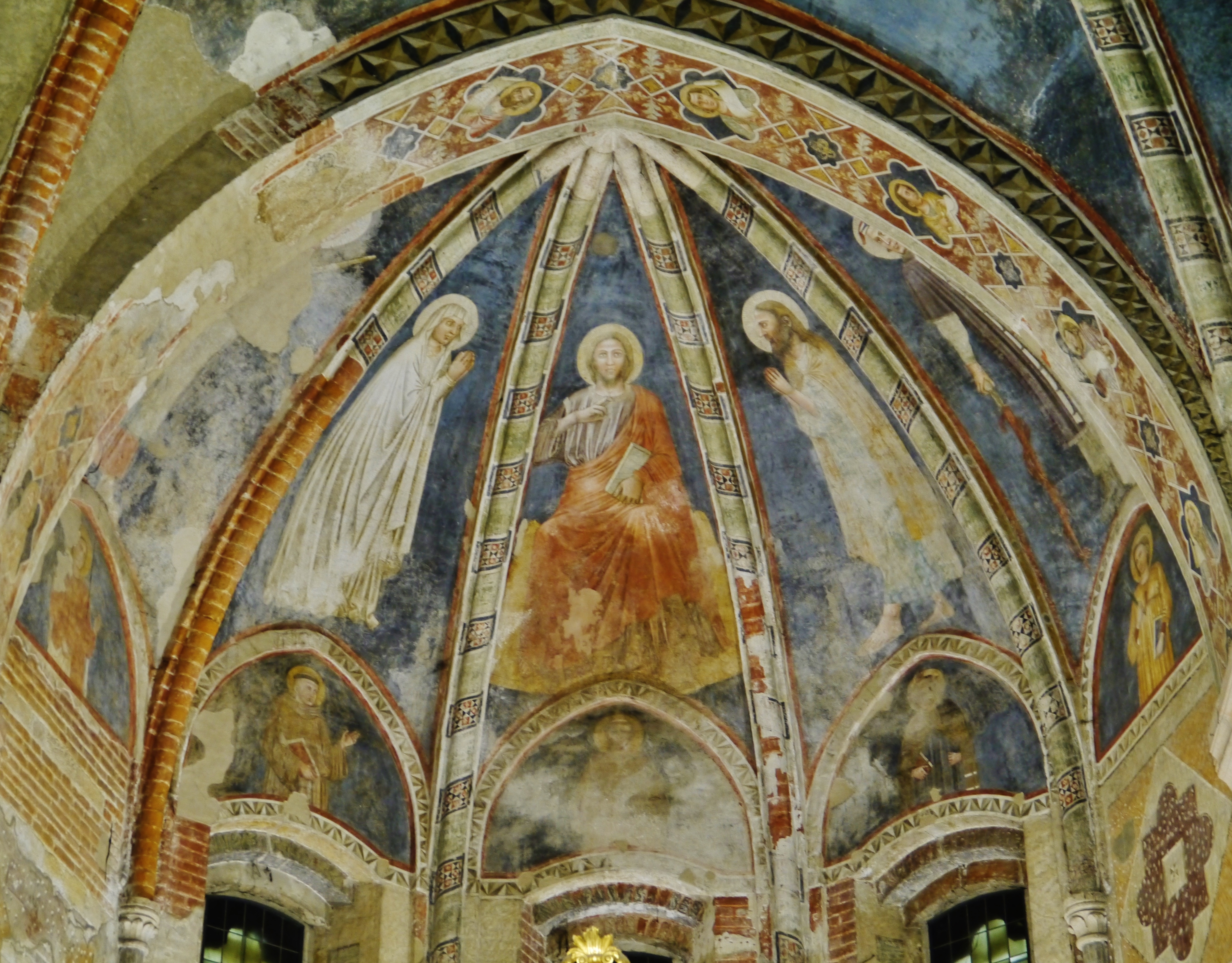
Affresco dell'abside e volta del coro nella Chiesa di San Fermo Maggiore a Verona: visibile a destra il ritratto di San Fermo col bastone in mano, il cui volto potrebbe essere quello di Cangrande I della Scala.

Egli era anche devotamente religioso, e digiunava anche due volte alla settimana in onore della Vergine Maria, a cui era devoto. Questa sua devozione è testimoniata anche dalla donazione ai Serviti di Maria di un terreno per la costruzione della chiesa di Santa Maria della Scala (in cui si conserva un affresco con Cangrande II e Alberto II della Scala). Altro atto di devozione attestato fu la nomina a cavaliere di dodici uomini davanti all'altare della Vergine nel duomo di Verona, oltre a varie citazioni in manoscritti dell'epoca. Era un uomo con una volontà ferrea e che non si faceva scrupoli per raggiungere i fini che si era preposto. Amante dell'arte e della scienza, offrì ospitalità a Dante, Mussato e ad altri artisti, e chiamò Giotto per alcuni lavori, il quale gli fece un ritratto poi disperso.
Confrontando il volto ricostruito dal Dipartimento di Medicina Forense London-Glasgow e quello del san Fermo raffigurato nell'abside dell'omonima chiesa e comunemente datato al secondo decennio del Trecento si può notare una forte somiglianza, per cui il volto del santo è ritenuto un presunto ritratto coevo di Cangrande, forse basato sul ritratto fatto da Giotto. La caratteristica più evidente è la mandibola prominente rispetto al mascellare superiore. L'abbigliamento inoltre è quello tipico di un dignitario del tempo. Da ultimo, l'età apparente del personaggio coinciderebbe con quella di Cangrande nel secondo decennio del Trecento.
Riguardo ai comportamenti di Cangrande, improntati all'onore, e al rispetto di vinti e prigionieri, è stato osservato, al proposito di Mussato e della "cavalleria" del signore veronese:
(Tratto da Cangrande I della Scala di Hans Spangenberg, trad. di Maurizio Brunelli e Alessandro Volpi)

### Autopsia moderna

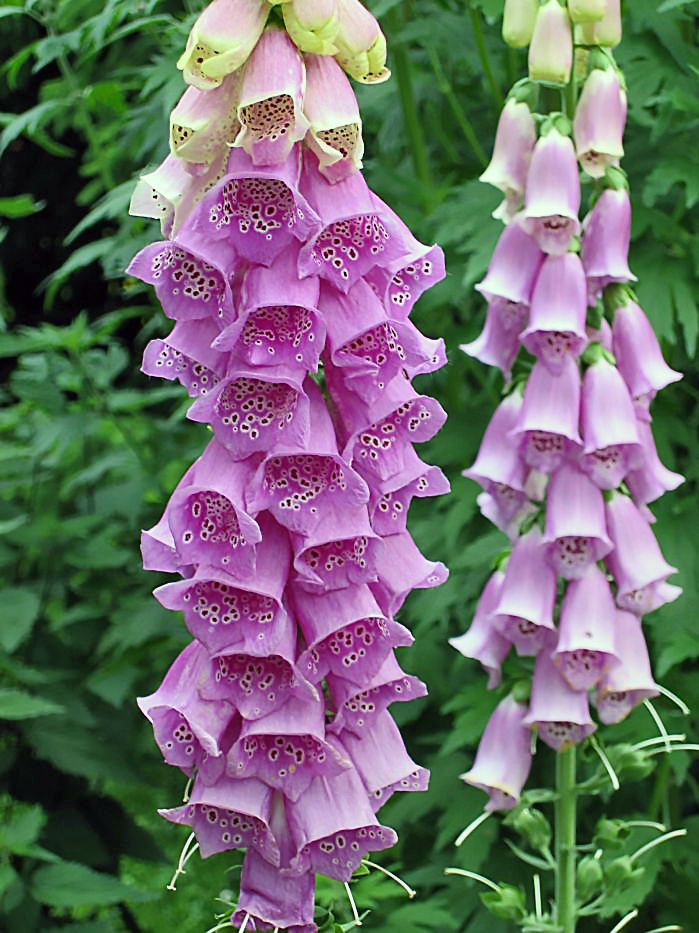
Una foto della Digitalis purpurea

Nel febbraio 2004 il corpo di Cangrande è stato rimosso dal suo sarcofago per essere sottoposto a studi e test scientifici, con lo scopo principale di trovare le cause della sua morte: fin dall'apertura si è potuto constatare che il corpo di Cangrande è incorso in un processo di mummificazione naturale, come nella precedente ispezione del 1921, durante la quale si capì tra l'altro che la tomba doveva essere già stata aperta in precedenza. Cangrande, nell'ultima riesumazione, appariva avvolto in una stretta fasciatura, di almeno cinque strati di lino imbevuti di unguenti. La fronte e la parte posteriore del capo, invece, si mostravano rivestite da una garzatura più leggera. Le braccia erano incrociate sul torace, invece che nella posizione più canonica, probabilmente perché il corpo si era irrigidito per la tipica contrazione che avviene dopo la morte, chiamata rigor mortis.
Dallo studio è emerso che la vera causa della morte è stata un avvelenamento dovuto a una quantità letale di digitalici, principi attivi estratti da una pianta officinale, la Digitalis purpurea, i cui principi attivi (digossina e digitossina) sono utilizzati per la cura di alcune malattie del cuore, ma che, in dosi eccessive, possono provocarne l'arresto. 

#### Esame autoptico
L'apertura del sarcofago ha rivelato la presenza di una mummia naturale, non sottoposta ad imbalsamazione, e, tra l'altro, in un sorprendente stato di conservazione. Il corpo era avvolto in bende di lino e coperto con un drappo di seta, e giaceva sul dorso, con braccia conserte sul torace, e con la mano sinistra appoggiata sul gomito destro. Gli arti inferiori erano completamente estesi, ma i piedi erano in parte assenti, anche se parte delle ossa sono state ritrovate sotto le bende e presso le articolazioni tibiotarsiche. I lineamenti della faccia erano ben conservati, tanto che è stato possibile appurare che gli incisivi superiori presentavano ipoplasia dello smalto, sintomo di stress (nutrizionale o morboso) in età infantile. I capelli apparivano ricci e di color castano, le dita delle mani recavano ancora le unghie e l'addome appariva espanso, di aspetto globoso.
L'esame esterno non rilevava patologie particolari, mentre durante l'autopsia è stato rilevato un ingrandimento del fegato, particolare interessante considerando che nelle mummie la conservazione di tale organo è molto rara. L'esame istologico ha rivelato un quadro di fibrosi epatica e non quello di una cirrosi, come era stato supposto inizialmente. Inoltre è stata rilevata anche la presenza di una marcata antracosi polmonare (presenza di polvere di carbone), verosimilmente in seguito all'esposizione continua ai fumi dei focolari e dei i bracieri utilizzati ai tempi del Cangrande per il riscaldamento dei palazzi (i caminetti non erano ancora stati adottati).

#### Esame radiologico (TC)

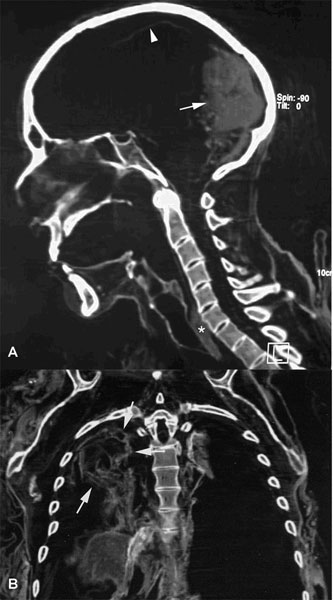
Tc del cranio (A) e del torace superiore (B) di Cangrande. Segnati dalla freccia si possono vedere i residui del suo cervello, segnati dal triangolo le sue meningi, e segnati dall'asterisco residui di cibo nell'esofago (A). Segnato dalle frecce residui del polmone (B)

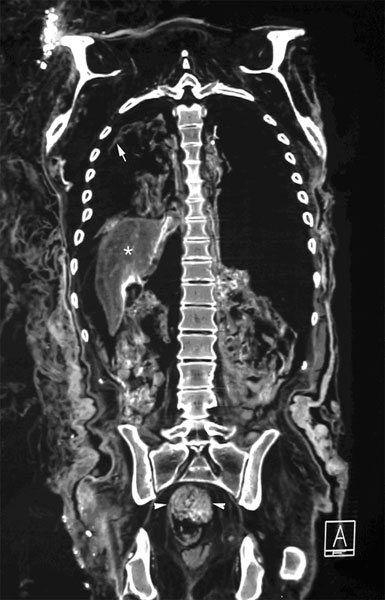
TC del torace e dell'addome di Cangrande, con segnato il fegato con l'asterisco, le feci dai triangoli e fibre dense dai triangoli

Nella notte tra il 13 ed il 14 febbraio 2004 la mummia di Cangrande è stata trasportata all'Ospedale Civile Maggiore di Verona, dove è stata sottoposta alla sola tomografia computerizzata (chiamata comunemente TC), poiché la risonanza magnetica e gli ultrasuoni non erano utilizzabili per via della disidratazione del corpo del principe (successivamente sono state svolte ulteriori analisi presso l'Università degli Studi di Verona e di Pisa). Il corpo è stato analizzato avvolto con una pellicola trasparente per minimizzare i contatti con i macchinari ed il personale, e rispettare così la sua integrità. Dalla valutazione delle immagini della TAC si sono ricavate importanti informazioni:
- cranio e cervello: il cranio è perfettamente conservato ed è di aspetto normale, senza segni di fratture e con le suture craniche (articolazioni che uniscono le ossa del cranio) perfettamente saldate. La mandibola è sviluppata nella norma, ed i denti sono perfettamente conservati, senza alcun segno di usura. Il setto nasale presenta una lieve deformità, gli apparati dell'orecchio e degli occhi sono regolari, anche se a sinistra è riconoscibile un cedimento del bulbo oculare. Il tessuto cerebrale si mostra atrofizzato e collassato con calcificazioni: si possono distinguere il cervelletto circondato dalla dura madre e dai legamenti clino-petrosi, e i lobi cerebrali allogati posteriormente, separati dalla falce cerebrale e circondati dalla dura madre parzialmente collassata;
- collo: la regione del collo è caratterizzata dalla disidratazione e dall'atrofia dei tessuti molli, con l'impossibilità di distinguere i vari muscoli, vasi sanguigni e linfonodi. Tuttavia è ben riconoscibile la cavità orale, la rinofaringe, l'orofaringe, la laringe, e l'esofago fino a metà torace;
- torace: la gabbia toracica è asimmetrica per la minore espansione del lato destro. Le strutture ossee mostrano uno stato di nutrizione e non presentano traumi, mentre cuore, polmoni e vasi polmonari sono rattrappiti, mostrando quella che potrebbe essere un enfisema bolloso. Le parti molli tra scapola sinistra e gabbia toracica sono mummificate, mentre a destra non sono riconoscibili;
- addome: gli organi sono completamente disidratati, quindi in alcuni casi è impossibile la visualizzazione, tranne il fegato in cui il residuo fibrotico ha mantenuto, in parte, l'aspetto e il volume. L'apparato gastrointestinale è completamente collassato posteriormente;
- bacino: gli organi uro-genitali sono completamente riassorbiti, il colon è collassato posteriormente;
- colonna vertebrale: la struttura ossea appare normale e ricca di minerali. La colonna vertebrale è in asse, i dischi sono disidratati e quindi ridotti in altezza, lo spessore delle varie zone è regolare;
- arti superiori: le spalle sono dislocate cranialmente con verticalizzazione delle clavicole, posizione obbligata dallo stretto sarcofago. Gli avambracci sono incrociati al davanti della gabbia toracica, invece che in posizione più canonica. Le ossa sono regolari e nutrite. L'articolazione del gomito presenta una modesta iniziale alterazione artrosica;
- arti inferiori: le ossa si sono ben conservate e non mostrano anomalie. Iniziale degenerazione della superfici dei cotili. I muscoli sono rattrappiti e sono riconoscibili i legamenti. I menischi presentano calcificazioni più evidenti a sinistra. I piedi sono amputati a livello dell'osso scafoide a destra e a metà dei metatarsi a sinistra: i frammenti ossei mancanti si proiettano contro le ossa del bacino (l'ischio e il pube). A destra vi è la parziale laterizzazione della rotula, che a sinistra si fa più marcata;

La tomografia computerizzata multistrato di ultima generazione ha fornito informazioni dettagliate sui legamenti e sui residui degli organi interni. La struttura dei legamenti si sono dimostrati in ottimo stato di conservazione, compatibile con l'età di Cangrande al momento della morte. L'unico dato interessante è risultato, a livello delle ginocchia, la caduta laterale delle rotule, per motivi tafonomici. Inoltre, la calcificazione dei menischi è espressione di una loro sofferenza da sovraccarico, verosimilmente in relazione all'utilizzo di un particolare tipo di staffa durante la cavalcata.
Le iniziali alterazioni artrosiche alla colonna, al gomito ed alle anche è compatibile con l'età di Cangrande. La riconoscibilità del fegato è molto interessante, dal momento che la disidratazione colpisce tutti gli organi interni e porta alla loro scomparsa. La conservazione dell'organo è da correlare verosimilmente alla fibrosi epatica.

#### Esame tossicologico

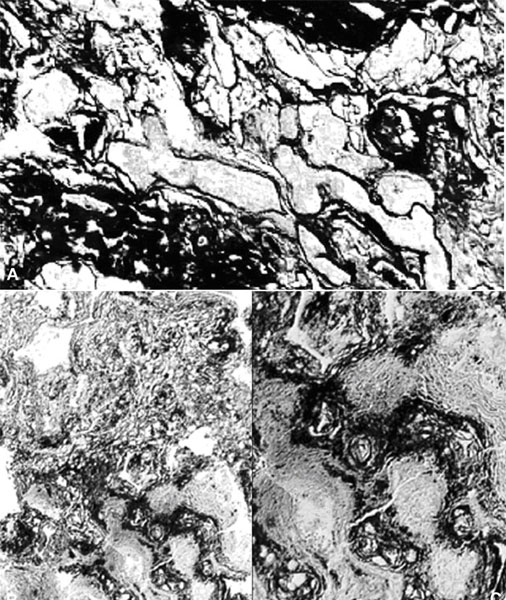
Immagine istologica del tessuto polmonare con enfisema irregolare e noduli

Sono state fatte indagini tossicologiche su diversi campioni prelevati dal corpo di Cangrande: capelli, feci, muscolo, fegato e osso. Dalle analisi è stato escluso l'avvelenamento da arsenico, molto utilizzato nel medioevo, sono stati invece identificati composti assimilabili all'armano, molecole vegetali contenute nella passiflora, e la santonina, contenuta nell'artemisia.

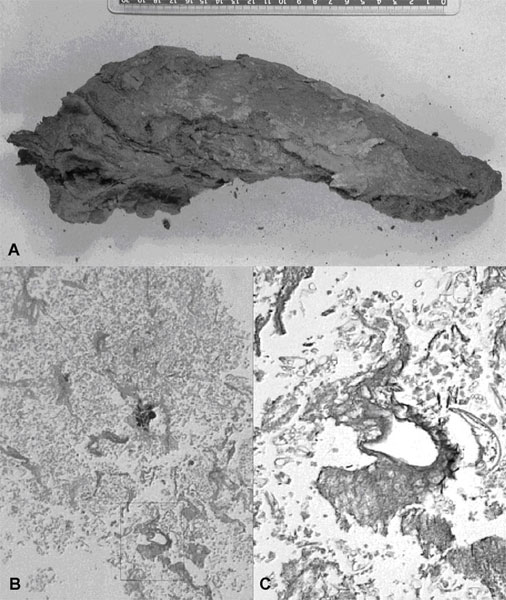
Il fegato è ben conservato (A) e l'istologia rivela tessuto epatico con fibrosi (B-C)

Nelle feci e nel fegato sono state trovate quantità rilevanti di glicosidi, digossina e digitossina, principi attivi della digitale: i suoi composti sono particolarmente efficaci sulle funzioni cardiache, tanto che vengono utilizzati ancora oggi. Tali farmaci vengono eliminati molto lentamente dall'organismo e per questo si prescrivono sempre dosi basse: un'assunzione continua in un lungo decorso può facilmente portare ad una grave intossicazione. La digitale può essere stata somministrata a Cangrande volontariamente per avvelenarlo.

#### Ipotesi di causa di morte
All'autopsia, l'addome è apparso molto espanso, verosimilmente per fenomeni putrefattivi post-mortali e il fegato, correttamente posizionato alla base della cavità toracica destra, appariva di forma tipica. Lo studio palinologico ha rivelato che nel contenuto intestinale era presente una grande quantità di polline di camomilla, gelso nero e - completamente inaspettata - di digitale (Digitalis sp.). La presenza della digitale è stata poi confermata dall'esame tossicologico, effettuato dall'équipe diretta dal professor Franco Tagliaro dell'Università di Verona, che ne ha trovato i principi attivi, la digossina e la digitossina, sia nei campioni di feci e che in quelli di fegato, in concentrazioni tossiche. Il caso di Cangrande rappresenta finora l'unica prova diretta di avvelenamento attraverso l'uso di sostanze organiche» nella storia. Ad un certo punto il sovradosaggio di digitalici ha provocato vomito e irritazione gastroenterica con diarrea, proprio come riferiscono le fonti antiche («corporei fluxus stomachique doloris acuti», «fluxu obiit», «fluxu ventris et febre ob laborem exercitus»). Per cui la causa della morte è da imputarsi al sovradosaggio di digitale, utilizzata con tutta probabilità come veleno, oppure secondo i critici come cardiotonico. L'intossicazione digitalica causa appunto gravi sintomi gastrointestinali e sistemici come quelli descritti, fino ad aritmia (bradicardia o tachicardia ventricolare) potenzialmente fatale.
Ultimi accertamenti ed esami del DNA del fegato e di alcune ossa delle dita di un piede hanno portato infatti alla scoperta che egli soffriva di una malattia genetica ereditaria, la Glicogenosi di tipo 2 o malattia di Pompe, una patologia che provoca un accumulo di glicogeno nel fegato e nelle ossa. Cangrande potrebbe essere morto per cardiomiopatia genetica, acutizzata dal possibile uso di digitale come farmaco in quantità eccessiva. Gli autori dello studio del 2004 hanno criticato questa ricostruzione ribadendo la tesi dell'avvelenamento volontario.

## L'arca di Cangrande

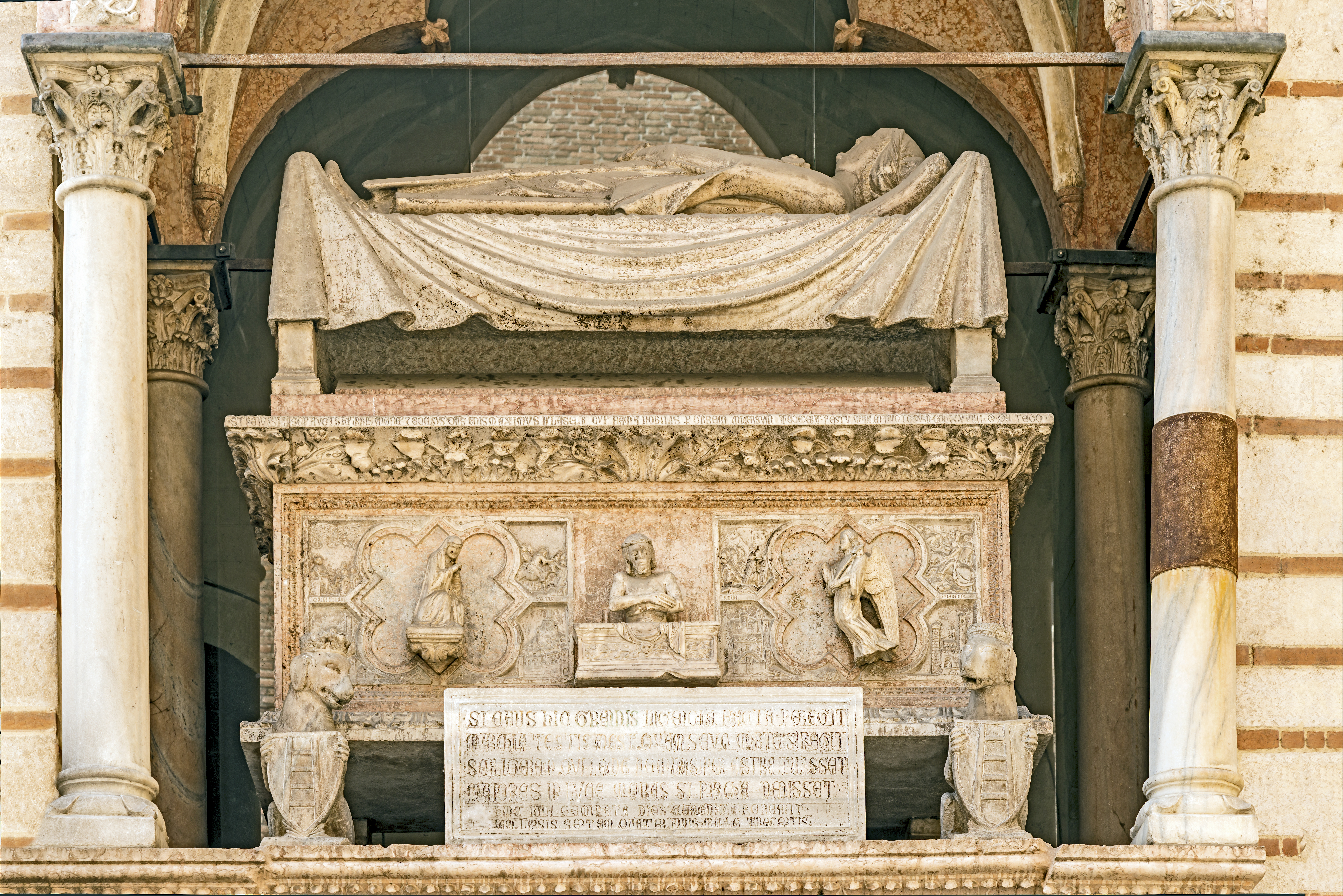
L'arca di Cangrande

L'arca di Cangrande fu la prima delle tre monumentali tombe degli scaligeri, eretta sul portone d'entrata della chiesa di Santa Maria Antica, a cui egli era particolarmente devoto. Il sarcofago è sostenuto da cani recante il suo vessillo: la statua posta sopra lo raffigura sdraiato e forse morto, ma, nonostante questo, ancora con un sorriso. Cangrande porta vesti curiali e uno spadone a due mani a fianco. Sui lati del sarcofago sono presenti una Pietà, l'Annunciata e l'Angelo Annunciante, ma soprattutto sono raffigurate le maggiori sue vittorie in bassorilievo. Sono incisi anche i nomi delle principali città della marca: Vicenza, Padova, Feltre, Belluno, Marostica, Treviso e Verona.
Sulla sommità della tomba è presente la statua equestre di Cangrande (la cui la copia originale si trova dentro il Castel Vecchio), ritenuta la più bella statua equestre del XIV secolo: Cangrande è raffigurato sorridente ed eretto sul cavallo appena arrestato dal galoppo vittorioso. Il vento fa ondeggiare la gualdrappa damascata che ricopre il cavallo sino agli zoccoli. Il capo di Cangrande è coperto con una maglia d'acciaio, mentre l'elmo a testa di cane alato è gettato dietro la schiena. Il braccio sembra porre la spada nel fodero, in segno di pace, mentre il sorriso dà un sentimento di benevolenza. Il monumento viene così descritto da John Ruskin in The Stones of Venice:

## Eredità

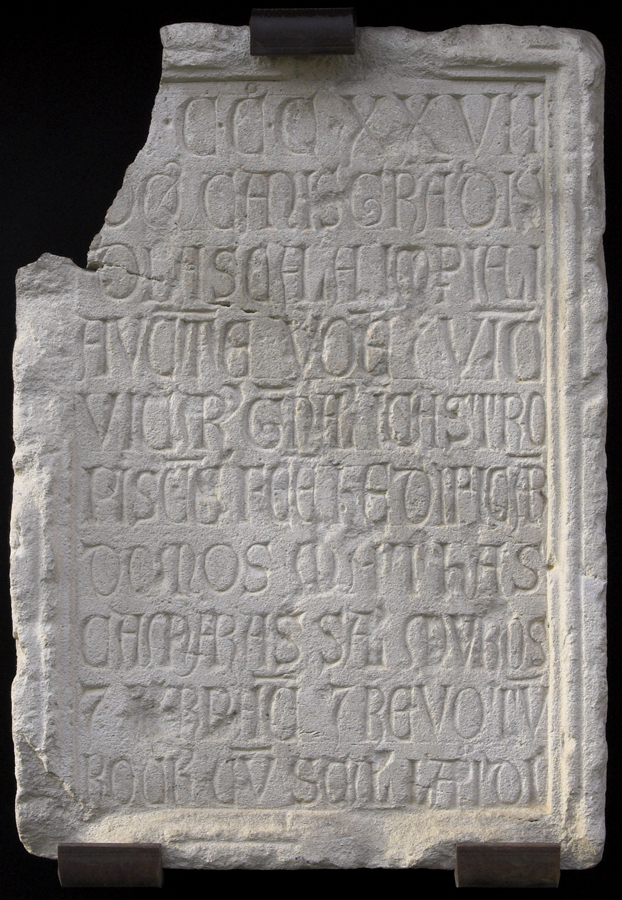
Iscrizione che attesta la costruzione delle fortificazioni di Peschiera da parte di Cangrande della Scala

Con l'eccezione di Vicenza, le conquiste militari di Cangrande non sopravvissero nel regno del suo successore Mastino II, a parte una iniziale breve espansione. La sua vittoria tuttavia ebbe effetti di vasta portata nella vicine città, vincolando, per esempio, il futuro politico di Vicenza con quella di Verona e giocando un ruolo decisivo nella ascesa al potere di Padova della famiglia dei Carraresi. A Verona lui rivide e ampliò lo statuto cittadino, con l'introduzione di alcune nuove leggi e regolamenti, ma chiarendo alcune parti poco chiare, omissioni e incoerenze: lo statuto durò senza grandi modifiche e alterazioni fino alla fine della Signoria Scaligera.
Le innovazioni che fece fare non sorprendono per la tendenza ad aumentare la sua posizione come di Signore assoluto. Anche se fu un despota, generalmente Cangrande era un uomo pragmatico e tollerante, in netto contrasto con Ezzelino III da Romano, l'ultimo signore della guerra prima degli scaligeri a reggere Verona e la Lombardia orientale. Lui normalmente lasciava le città sottomesse mantenere le proprie leggi e si sforzò di garantire che i loro funzionari agissero con imparzialità e che la tassazione fosse mantenuta a livelli accettabili: infatti le popolazioni delle province conquistate ebbero parole di lode e di ringraziamento per lui, come emerge anche dai cronisti di quelle province: Egli non si appagava del proprio guadagno, ma cercava il guadagno del popolo conquistato. Di fatto, sotto di lui, prosperò non solo Verona, ma anche gli altri territori, e non ci furono particolari rivolte o sommosse, se non in rari episodi.
Cangrande fu impegnato anche in alcuni progetti di costruzioni e soprattutto in progetti di miglioramento delle mura di Verona, con la costruzione delle mura settentrionali, ancora oggi esistenti, e delle mura meridionali, il cui posto fu preso successivamente da quelle venete e austriache, che seguono ancora oggi lo stesso tracciato. Le mura furono munite di numerose torri, porte e profondi fossati, che nel tratto collinare venne scavato nel tufo. Fece erigere anche una nuova torre sull'Adige, presso l'attuale ponte Catena, che serviva da sbarramento per il traffico su acqua per chi proveniva da nord, andando così a completare quella già costruita da Alberto della Scala a sud. Fece inoltre costruire numerosi castelli, di cui un magnifico esempio è Soave.
Come comandante militare Cangrande fu più un brillante opportunista tattico piuttosto che un grande stratega. Con il suo coraggio, a volte sfociato nella sconsideratezza, portava i suoi uomini al fronte attaccando le truppe nemiche o assaltando le mura delle fortezze, anche se dopo la sua sconfitta da parte della padovani nel 1320, durante la quale fu ferito due volte, questa audacia venne soppiantata da un approccio più cauto. Nel suo modo di affrontare i complessi scenari politici del suo tempo dimostrò una energia e determinazione simile a quella che sfoggiava sul campo di battaglia. Egli aveva un'ottima reputazione anche come oratore persuasivo, e tramite questa sua abilità ebbe l'opportunità di aggiungere, ai suoi, nuovi territori con mezzi politici, ma anche di trovare potenti alleati per la sua causa.

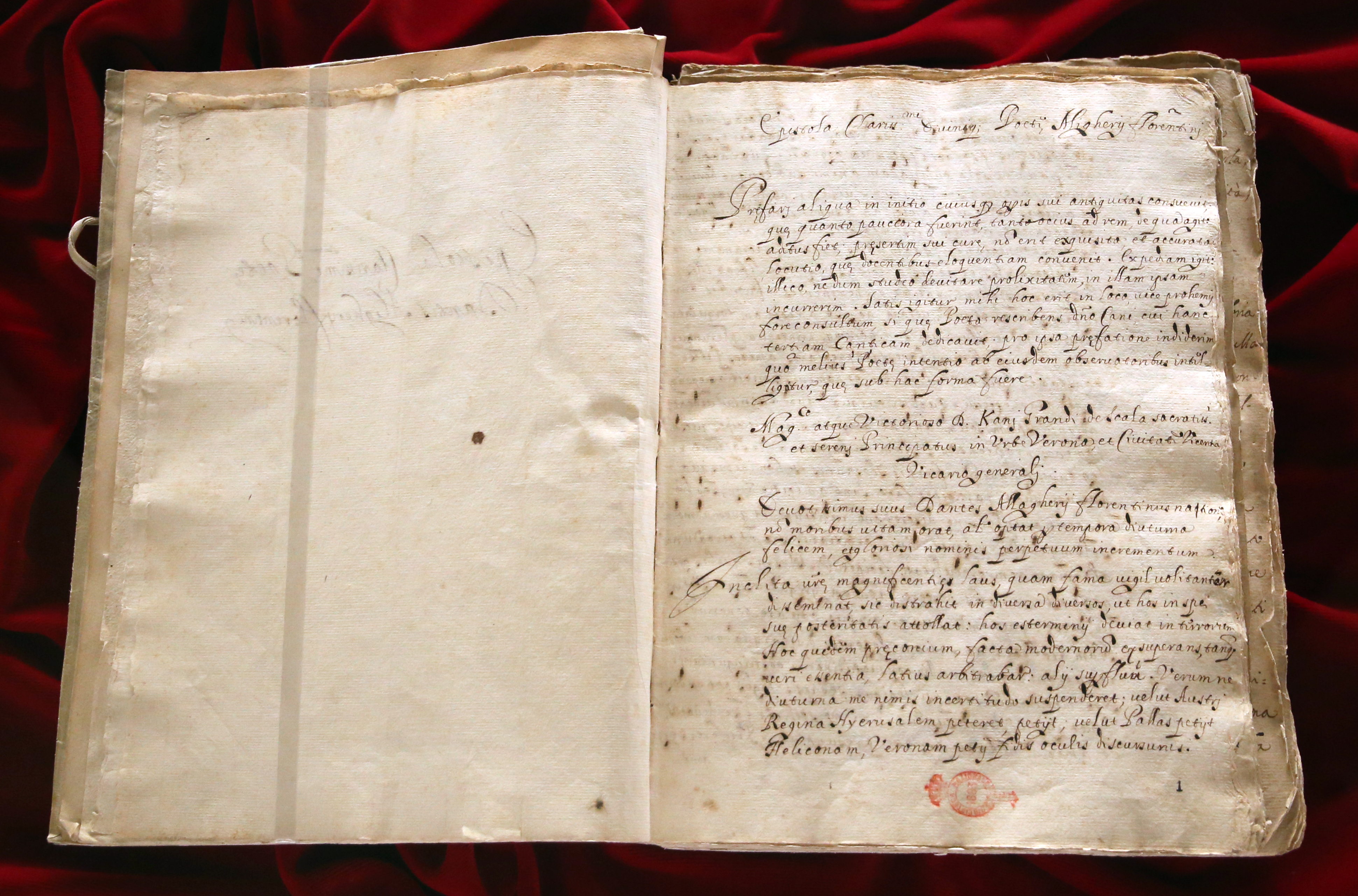
Una copia dell'epistola di Dante Alighieri a Cangrande della Scala

Cangrande fu un noto patrono delle arti e dell'apprendimento in generale. Poeti, pittori, storici e grammatici tutti hanno trovato una buona accoglienza a Verona durante il suo regno, e il suo interesse personale per l'eloquenza e il dibattito si riflette dalla sua aggiunta di una cattedra di retorica alle sei cattedre già previste dagli statuti veronesi. Il suo patrocinio del poeta Dante Alighieri è senza dubbio la sua principale fonte di fama: Dante fu ospite a Verona tra il 1312 e il 1318, ma ebbe frequenti contatti con lo scaligero anche successivamente per via dell'amicizia che si era instaurata tra i due.
A conferma di ciò Dante scrive numerose lodi su di lui, in particolare nel canto XVII del Paradiso della Divina Commedia, dal verso 69 al 92. Questi in qualche misura riflettono la fama di Cangrande ai suoi tempi, quando, come osservò Dante, le sue magnificenze conosciute saranno ancora, sì che ' suoi nemici non ne potran tener le lingue mute. Petrarca, di passaggio a Verona poco più di un ventennio dopo, raccolse aneddoti sulla lingua tagliente di un altro grande letterato, Dante Alighieri. In uno di essi, sicuramente fasullo ma che conserva l'eco di una probabile verità, Cangrande rivolse all'esule un salace motteggio, mentre era suo ospite, davanti a molti altri commensali. Ma reali tensioni tra il grande poeta ed il signore Scaligero sono infondate, al punto che Dante gli dedicò la terza e più importante cantica della Divina Commedia, ossia Il Paradiso, in un testo che va sotto il nome di Epistola XIII.

## Cangrande nella letteratura
(Dante Alighieri, Epistulae. Dedica della cantica del Paradiso a Cangrande)
Dante Alighieri, esiliato da Firenze, venne accolto da Bartolomeo della Scala nel 1304, quando Cangrande era ancora bambino (anche se già ne tesseva le lodi), e tornò a Verona a soggiornare nella corte di Cangrande solo più tardi, dal 1312 al 1318: egli loda quindi la clemenza e la generosità di Bartolomeo e Cangrande nei versi del XVII canto del Paradiso. Nella prima parte del canto Dante scrive del suo lungo peregrinare da una corte all'altra, alla ricerca di un rifugio e del sostentamento, arrivando quindi a parlare dell'accoglienza che riceve nella corte scaligera, un luogo privilegiato rispetto alle altre tappe dell'esilio, passate in silenzio: in particolare loda il soggiorno presso Cangrande, a cui dedica sei delle otto terzine dell'episodio scaligero.

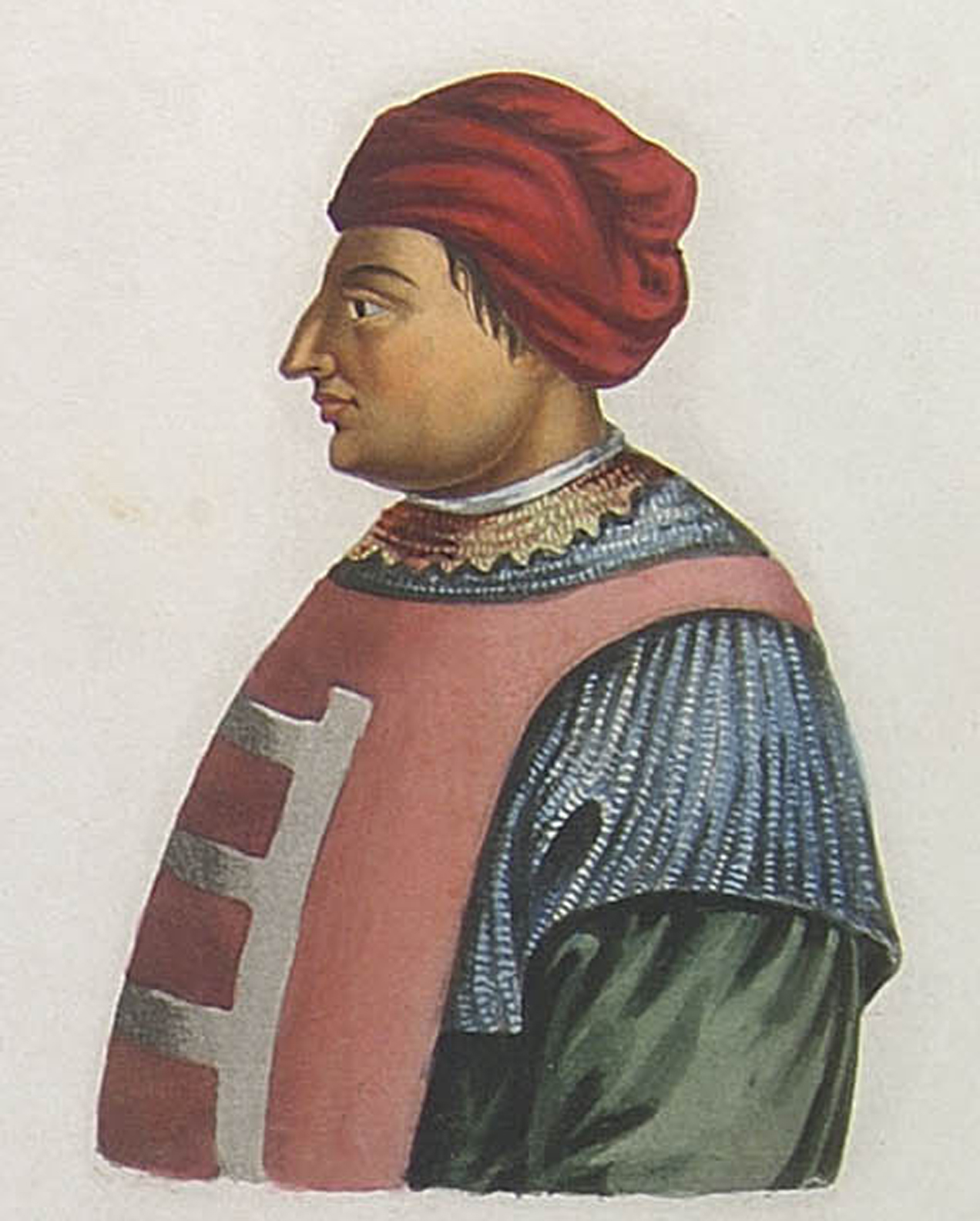
Ritratto postumo di Cangrande I

Il Cacciaguida, trisavolo di Dante, funge nel canto da profeta e predice (per lo più post eventum) le magnificenze del fanciullo di nove anni, magnificenze che ovviamente Dante conosceva. Ma alle magnificenze precedenti ne aggiunge di nuove, consistenti «in cose/incredibili a quei che fier presente», incredibili anche per coloro che ne saranno spettatori, ma su queste il Cacciaguida pone a Dante l'obbligo di non rivelarle, anche se nello stesso momento dice di fissarsele bene in mente. Quest'ultima profezia, al contrario delle precedenti, è ante eventum, cioè non riguarda ciò che Cane ha già fatto, ma è una vera e propria profezia, dato che tra il 1312 ed il 1318 (anno di stesura del canto) Cangrande non compì imprese particolarmente eccezionali.
Dunque, Dante, già si aspettava dal Signore veronese cose eccezionali. Cacciaguida accenna solo indirettamente al soggiorno presso Cangrande, in merito all'accoglienza, con la frase «A lui t'aspetta e a' suoi benefici», anche se nei dodici versi precedenti e nei cinque successivi, parla esclusivamente di lui, nonostante l'episodio sia presentato come il primo soggiorno di Dante. In realtà del primo soggiorno si è informati sono nei primi sei versi:
Il Gran Lombardo è talmente ospitale da essere identificato con la cortesia, la quale gli aprirà le porte della dimora del Lombardo e gli mostrerà un tale riguardo che gli risparmia anche la fatica «del chieder». Oggi gli studiosi sono concordi nel vedere in Bartolomeo della Scala il Gran Lombardo dei primi versi, anche se il fatto di portare l'aquila imperiale sullo stemma ha fatto pensare si trattasse di Alboino, dato che solo nel 1311 venne affidato il vicariato imperiale ad Alboino e Cangrande, che poterono quindi fregiarsi dell'aquila nello stemma. Però Albertino Mussato scrive in un testo che già prima del vicariato gli Scaligeri solevano fregiarsi dell'aquila, riabilitando quindi la tesi che Dante si rivolga a Bartolomeo. Comunque, se Dante dà risalto all'ospitalità della prima accoglienza, è solo per via dell'accoglienza ricevuta da parte di Cangrande: l'identità del Gran Lombardo è infatti tenuta vaga nel canto proprio perché, nell'economia dell'episodio, ha solo una funzione "drammaturgica", utilizzata per consentire l'entrata in scena di Cangrande, che, a soli nove anni (nel momento della visione), non sarebbe potuto apparire da solo.
Nel verso 88 Cacciaguida preannuncia, tra l'altro, i benefici che Dante avrebbe ricevuto da Cane, benefici che lo stesso Dante dichiara di avere ricevuto nella epistola di dedica del Paradiso a Cangrande, dove lascia inoltre intendere che anche molti altri avevano beneficiato della sua bontà. Secondo Dante inoltre, essendo Cangrande nato nel marzo 1291, era impressa su di lui la stella forte: quella di Marte, che porta il nome del dio della guerra. Essendo nato sotto quella stella il fanciullo avrebbe compiuto importanti imprese guerresche. E non solo, infatti la liberalità di Cangrande, anche nell'ambito politico e sociale, viene esplicata da Dante nei versi «per lui fia trasmutata molta gente,/cambiando condizion ricchi e mendici»: la trasmutazione, sociale e politica, è il centro ideale della terzina. Ed infine, nell'ultima terzina, Cacciaguida intima a Dante di tenere per sé la profezia ante eventum.
Dante visse spesso con la preoccupazione dei suoi problemi economici, ma venne generosamente aiutato da Cangrande, il quale, tra l'altro, leggeva affascinato le sue opere, in particolare il Paradiso. E quindi Dante, con una epistola, gli dedicò proprio quella cantica, la preferita di Cane. L'encomio di Cangrande è così esaltato nella lettera che alcuni critici hanno ipotizzato, senza però sicuri fondamenti, che fosse questo il personaggio prefigurato da Dante nel "veltro" del canto I dell'Inferno. È in particolare Aroux ad identificare Cane nel veltro, vedendovi una allusione: il veltro sarebbe il cane da caccia nemico della lupa romana. Il fatto che, come ha scritto Dante, il veltro caccerà la lupa di città in città, finché la ricaccerà nell'inferno, può essere visto come la vittoria ghibellina sulle città guelfe.
In realtà questa ipotesi non è generalmente accettata. Fu tra l'altro, molto probabilmente, grazie al denaro di Cangrande che Dante poté scrivere il De Monarchia, di cui Cangrande fu in parte ispiratore ed influenzatore. Secondo Boccaccio, inoltre, Dante era solito inviare a Cangrande dai sei agli otto canti del Paradiso per volta, in modo che potesse leggerli, e solo allora li pubblicava. Dante e Cangrande erano ormai amici stretti, anche se le visite, dopo che era partito da Verona nel 1318, furono più brevi.
(Giovanni Boccaccio, Decameron - Prima giornata, settimo racconto)
Oltre che nella Divina Commedia Cangrande appare nel settimo racconto della prima giornata del Decameron di Giovanni Boccaccio. Egli è rappresentato come un saggio governante, così garbato da accettare (e premiare) un velato rimprovero di Bergamino, un buffone in visita alla sua corte. La sua preminenza, la saggezza e la generosità in questo racconto morale (dove viene comparato all'imperatore Federico II) può far risaltare l'influenza di Dante sul Boccaccio per quel che riguarda la percezione di Cangrande.
Cangrande è anche il protagonista del romanzo di David Blixt The Master of Verona. La storia intreccia i personaggi italiani di Shakespeare (in particolare i Capuleti e i Montecchi da Romeo e Giulietta) con figure storiche dei tempi di Cangrande. Pubblicato nel luglio 2007, The Master of Verona è il primo di una serie di esplorazioni della vita del personaggio shakespeariano Mercuzio, qui raffigurato come un erede illegittimo di Cangrande.